# Palacio Presidencial (Nankín)
El Palacio Presidencial (en chino: 總統府, romanizado: Zǒngtǒng fǔ) en Nankín, Jiangsu, República Popular China, albergó la Oficina del Presidente de la República de China desde 1927 hasta el traslado de la capital a Taipéi en 1949. Actualmente, es un museo llamado Museo de Historia Moderna de China. Se encuentra en el n.º 292 de la calle Changjiang (anteriormente calle Lin Sen), en el Xuanwu de Nankín.

## History

### Era Qing y Ming

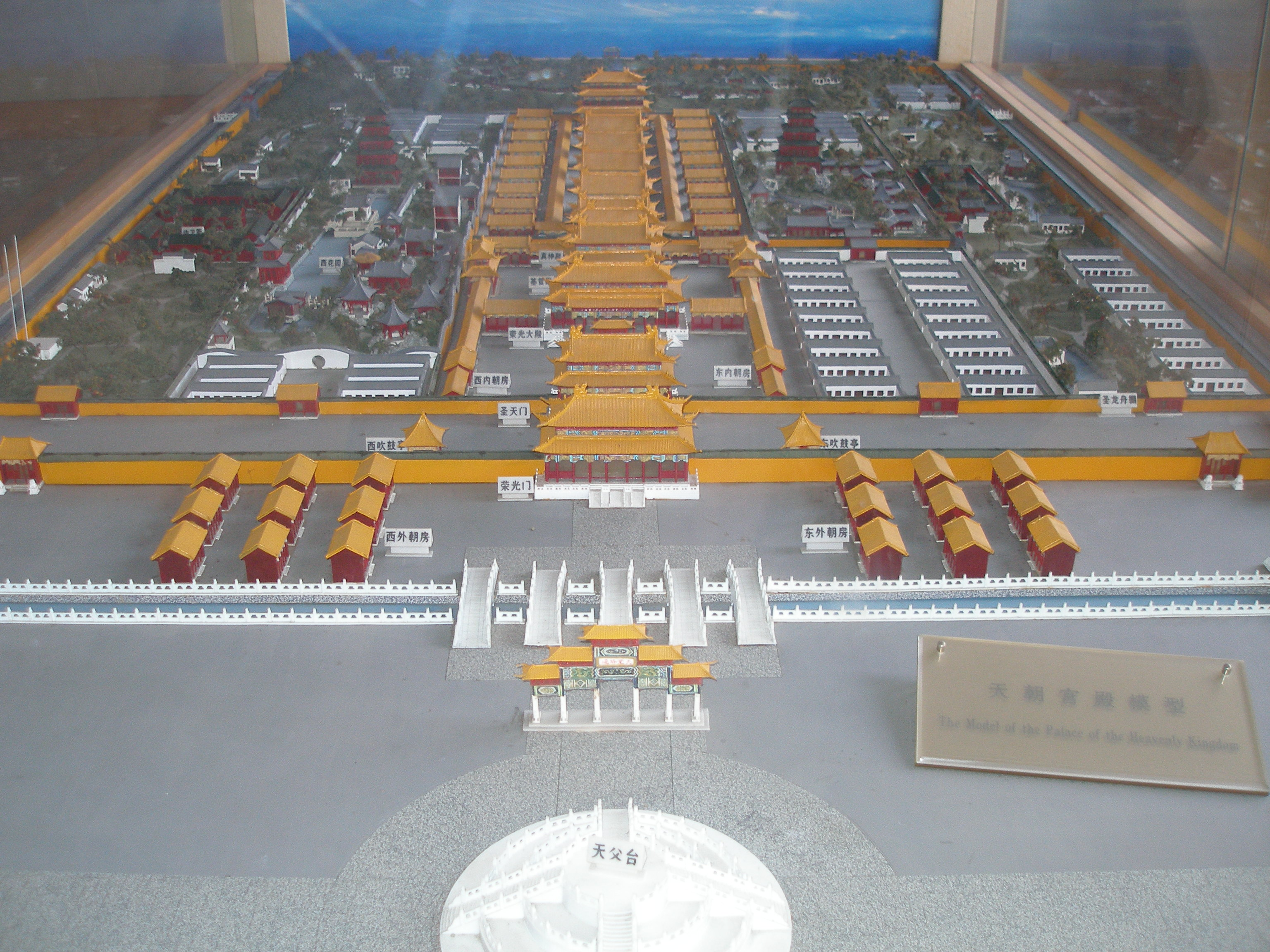
Maqueta del Palacio del Rey Celestial (Tianwang Fu)

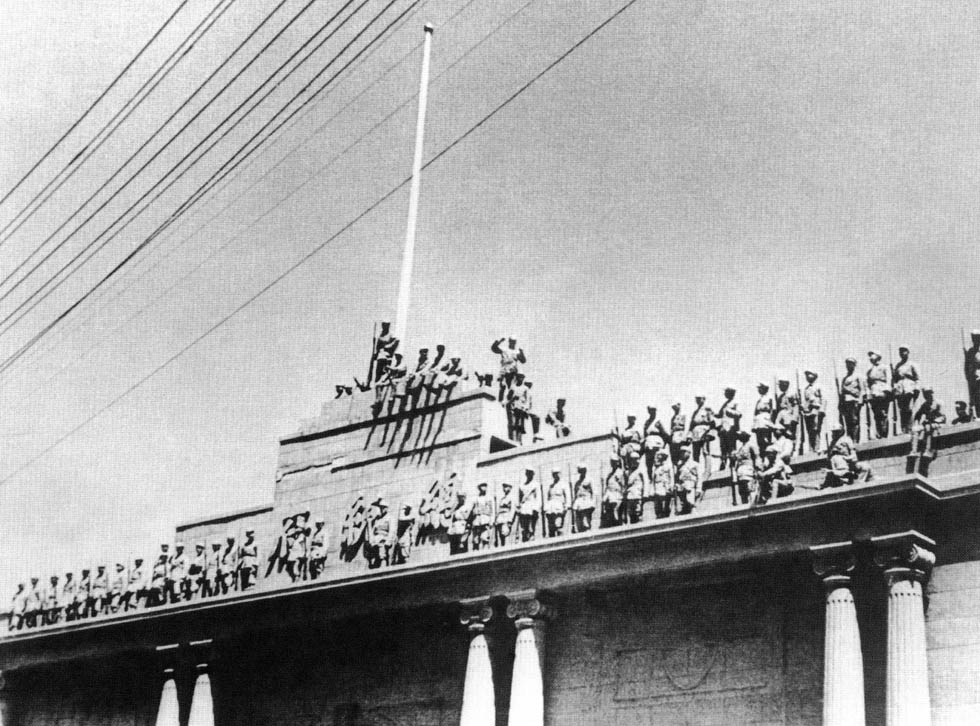
Ejército Popular de Liberación ocupando el Palacio Presidencial en abril de 1949.

Durante la dinastía Ming, el sitio, al oeste del Palacio Ming, albergaba la mansión del príncipe de Han Zhu Gaoxu. Durante la dinastía Qing, se convirtió en la Oficina del Virrey de las Dos Provincias del Bajo Yangtsé, el principal funcionario gubernamental a cargo de lo que hoy son Jiangsu, Shanghái, Anhui y Jiangxi. Cuando Qianlong visitó el Bajo Yangtsé, eligió esta oficina como palacio independiente junto con la Casa Imperial de la Seda. Hoy en día, la estación "Daxinggong" (literalmente, el Gran Palacio Independiente) de la Línea 2 del Metro de Nankín lleva su nombre.
En 1853, las fuerzas de la Rebelión Taiping, lideradas por Hong Xiuquan, ocuparon Nankín. El palacio fue ampliado y convertido en un lujoso palacio para Hong, conocido como el Palacio del Rey Celestial o el Palacio Celestial.
En 1864, las fuerzas imperiales Qing retomaron Nankín. El comandante Zeng Guofan ordenó incendiar la mayor parte del palacio. En 1870, mandó construir una nueva residencia palaciega y, posteriormente, imponentes edificios gubernamentales para el gobernador general Qing, de estilo neoclásico y de acuerdo con el protocolo contemporáneo.

### Palacio Presidencial
Tras la Revolución de Xinhai de 1911, Sun Yat-sen prestó juramento como presidente provisional de la República de China en el antiguo palacio del gobernador general, en ese momento el «Palacio Presidencial Provisional». Ocupó sus oficinas allí durante un tiempo.
Sin embargo, China pronto cayó en la era de los caudillos posrevolucionarios, y el Palacio no fue utilizado oficialmente por la República de China hasta 1927, cuando la Expedición del Norte del Kuomintang (KMT) tomó Nankín. Con el Gobierno nacionalista, se transformó el Palacio Presidencial y los edificios adyacentes en la «Sede del Gobierno Nacionalista de la República de China». El primer ministro Chiang Kai-shek tenía su oficina en el palacio.
Durante la segunda guerra sino-japonesa (1937-1945), el gobierno de Chiang Kai-shek huyó a Chongqing, y la sede fue ocupada por Wang Jingwei, quien colaboró con los invasores japoneses. Tras la rendición japonesa en 1945, el Gobierno nacionalista de Chiang Kai-shek reocupó la sede, el Palacio Presidencial, para gobernar la República de China. En 1947, se promulgó la Constitución de la República de China, y la «Sede del Gobierno Nacionalista de la República de China» pasó a llamarse «Palacio Presidencial».
En abril de 1949, casi al final de la guerra civil china, las fuerzas comunistas capturaron Nankín y el Palacio Presidencial. El gobierno de Chiang Kai-shek huyó a Cantón, provincia de Cantón, y el presidente Mao Zedong declaró el establecimiento de la República Popular China con capital en Pekín el 1 de octubre de 1949. El Palacio Presidencial se utilizó entonces para el Gobierno provincial de Jiangsu. Cuando el gobierno central de la República de China abandonó Chengdu en diciembre de 1949, las funciones del Palacio Presidencial se trasladaron al Edificio de la Oficina Presidencia en Taipéi, Taiwán.

### Museo
A finales de la década de 1980, el antiguo Palacio Presidencial se transformó en el Museo de Historia Moderna de China, un museo de historia exclusivamente sobre la historia del siglo XX de la China moderna, sobre la historia de la República de China (1912-1949) y sobre la historia de la República Popular China.
En 2005, el líder del Kuomintang, Lien Chan, visitó el museo en el Palacio Presidencial durante su viaje a China continental, lo que marcó el regreso simbólico del partido al Palacio por primera vez en 58 años.

## Arquitectura
Ubicado en la capital de la República de China, el Palacio Presidencial es un importante monumento histórico en Nankín y uno de los mayores complejos de edificios chinos modernos (1840-1949) que se conservan. Consta principalmente del eje central, el jardín oeste y el jardín este. Las estructuras actuales se construyeron principalmente entre las décadas de 1870 y 1930.

### Eje central

#### Puerta principal

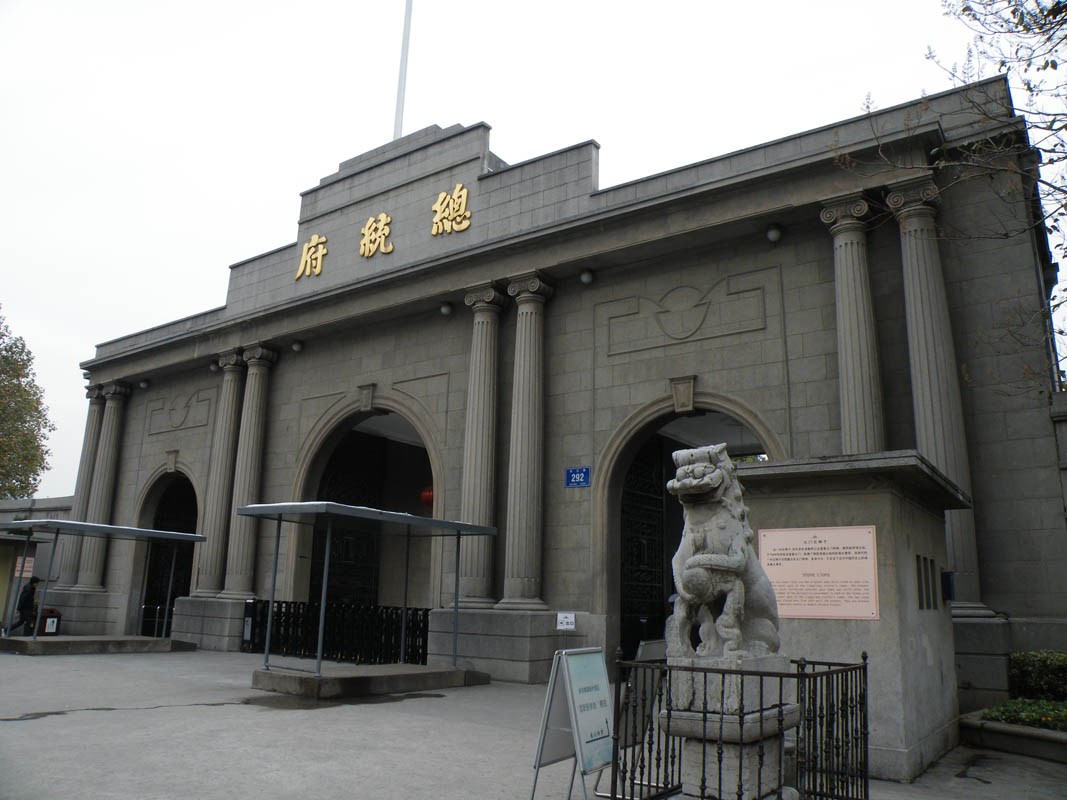
La puerta principal, construida en 1929

Era el sitio de la puerta principal de la Oficina del Virrey. Durante la Rebelión Taiping, se convirtió en el sitio de la Puerta de la Luz Gloriosa del Dios Verdadero, la puerta principal del Palacio del Rey Celestial, que fue destruida poco después de que las tropas imperiales tomaran el palacio. En 1870, la puerta fue reconstruida como la puerta principal de la oficina del virrey y demolida cuando el Ejército Nacional Revolucionario (ENR) tomó Nankín en 1927.
La puerta actual, reconstruida en 1929, era de estilo occidental con columnas jónicas. Dos leones de piedra se alzaban a ambos lados. Como sede del Gobierno nacionalista, el letrero de la puerta decía "Gobierno nacionalista" (國民政府) de 1929 a 1937 y de 1946 a 1948. Durante la ocupación japonesa de Nankín, sirvió como puerta principal del Yuan Legislativo y del Yuan de Control del régimen de Wang Jingwei. Tras el constitucionalismo y las elecciones presidenciales de 1948, el letrero se cambió a "Palacio Presidencial" (總統府), nombre que se conserva hasta la actualidad. Actualmente, no solo es un símbolo importante en el centro de Nankín, sino que también servía como entrada principal al Palacio Presidencial.

#### Salón principal

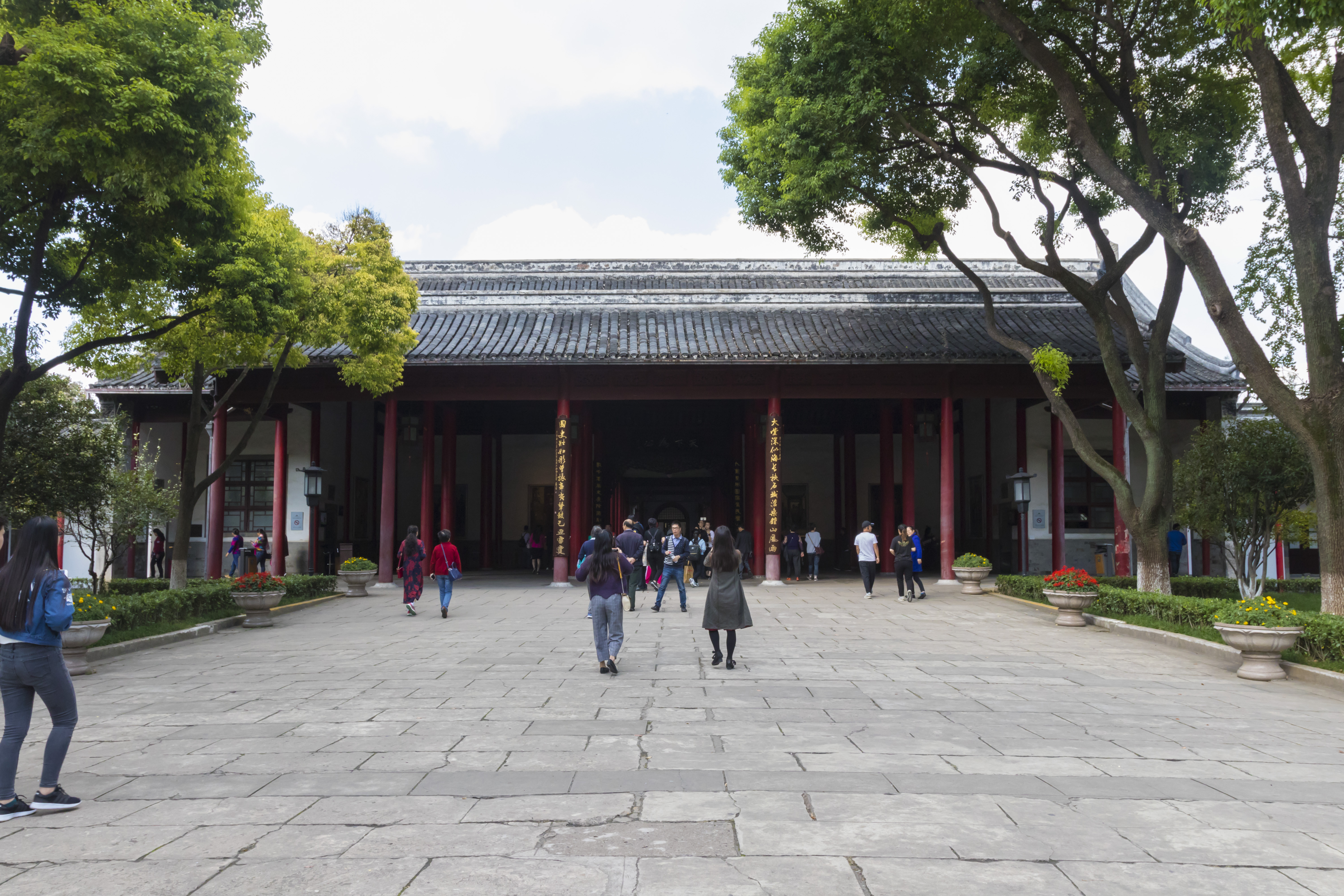
El salón principal

Ubicado justo al norte de la puerta principal, el salón principal es el primero del Palacio del Virrey. Fue reconstruido en 1870 en el emplazamiento original del Salón Supremo de la Luz Gloriosa, el salón más lujoso del Palacio del Rey Celestial durante el período del Reino Celestial Taiping. Era el lugar donde el virrey o el rey celestial celebraban las ceremonias. En enero de 1912, la ceremonia de investidura del presidente provisional se celebró en el "Pabellón Cálido", justo al noroeste del salón principal. A partir de 1927, fue utilizado para funciones gubernamentales por el Gobierno nacionalista y la Oficina del Presidente.
La sala principal es de estilo tradicional chino. En la parte superior, hay un tablero con los cuatro caracteres chinos "天下為公" ("Lo que hay bajo el cielo es para todos"), escritos por Sun Yat-sen. Detrás de la sala principal hay un pasillo que la conecta con la segunda sala. Al oeste del pasillo se encuentra el auditorio, construido sobre las ruinas del "Pabellón Cálido". El Salón del Trono del Rey Celestial se encuentra al este del pasillo.

#### Segundo salón
El segundo salón, también conocido como el salón central, reconstruido a finales del siglo XIX, albergaba el patio interior del rey celestial. Durante el gobierno nacionalista, se celebraron allí algunas ceremonias menores. Un pasillo conduce a los visitantes al salón de recepciones.

#### Salón de recepción

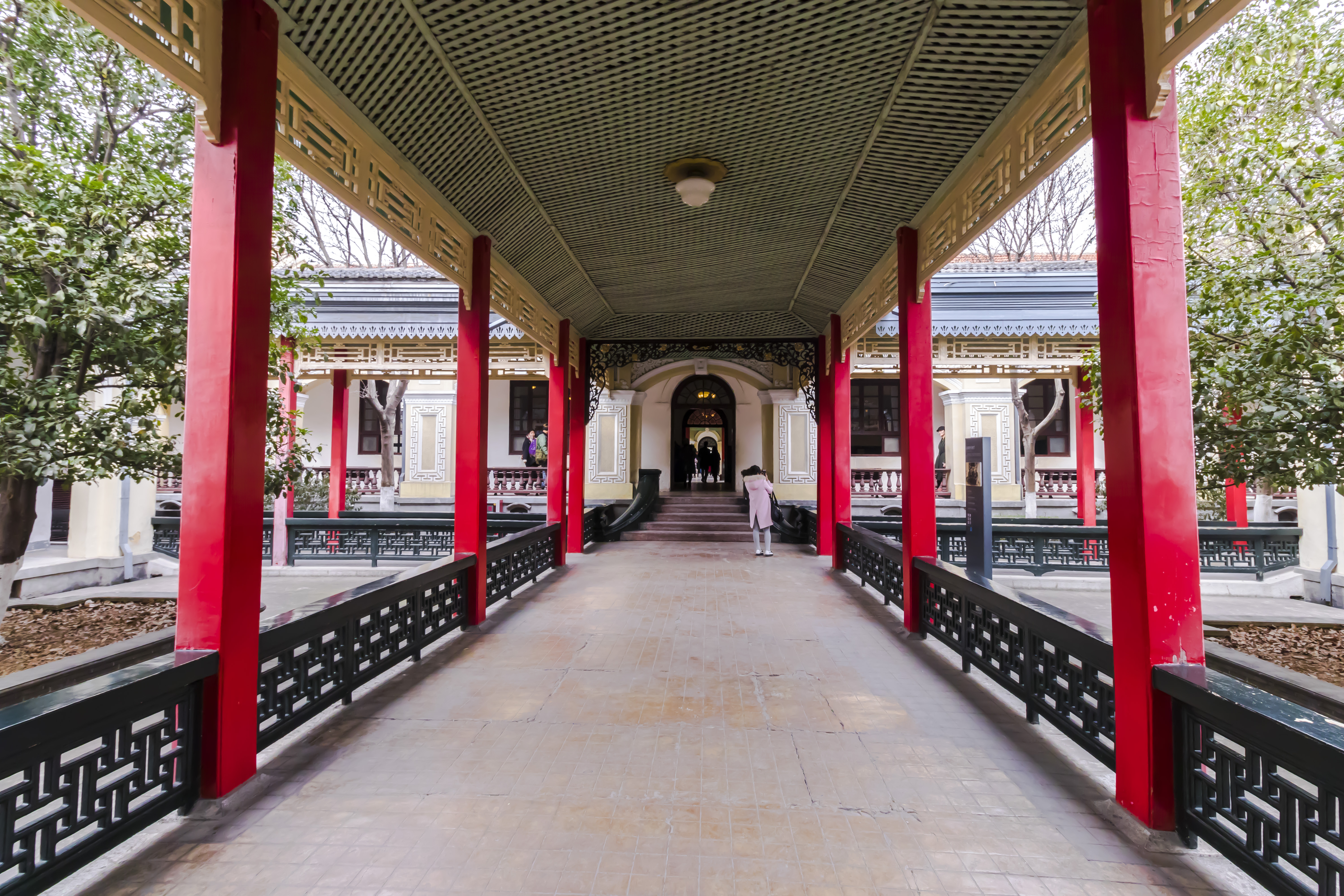
El salón de recepción

También conocido como "八字廰" (literalmente "Salón del Carácter 'Ocho'"), el salón de recepciones de estilo occidental del Palacio Presidencial fue construido en 1917 por Feng Guozhang, entonces vicepresidente de la República de China. Tras la Expedición del Norte del Ejército Nacional Revolucionario, se convirtió en el salón de recepción para los invitados civiles y extranjeros del Gobierno nacionalista. Antes del inicio de la guerra civil china, se firmaron algunas negociaciones entre el Partido Comunista de China y el KMT en este salón. Además, Chiang Kai-shek, Lin Sen y Li Zongren solían descansar aquí antes de las ceremonias. El presidente Chiang Kai-shek trabajaba ocasionalmente aquí en lugar del Edificio Presidencial.
La Puerta Kirin es una puerta roja situada al norte del salón de recepciones. Esta puerta solo se abría si el presidente pasaba por allí. Conduce a la Casa de Asuntos Gubernamentales, el edificio original de oficinas del Presidente del Gobierno nacionalista.

#### Casa de Asuntos Gubernamentales

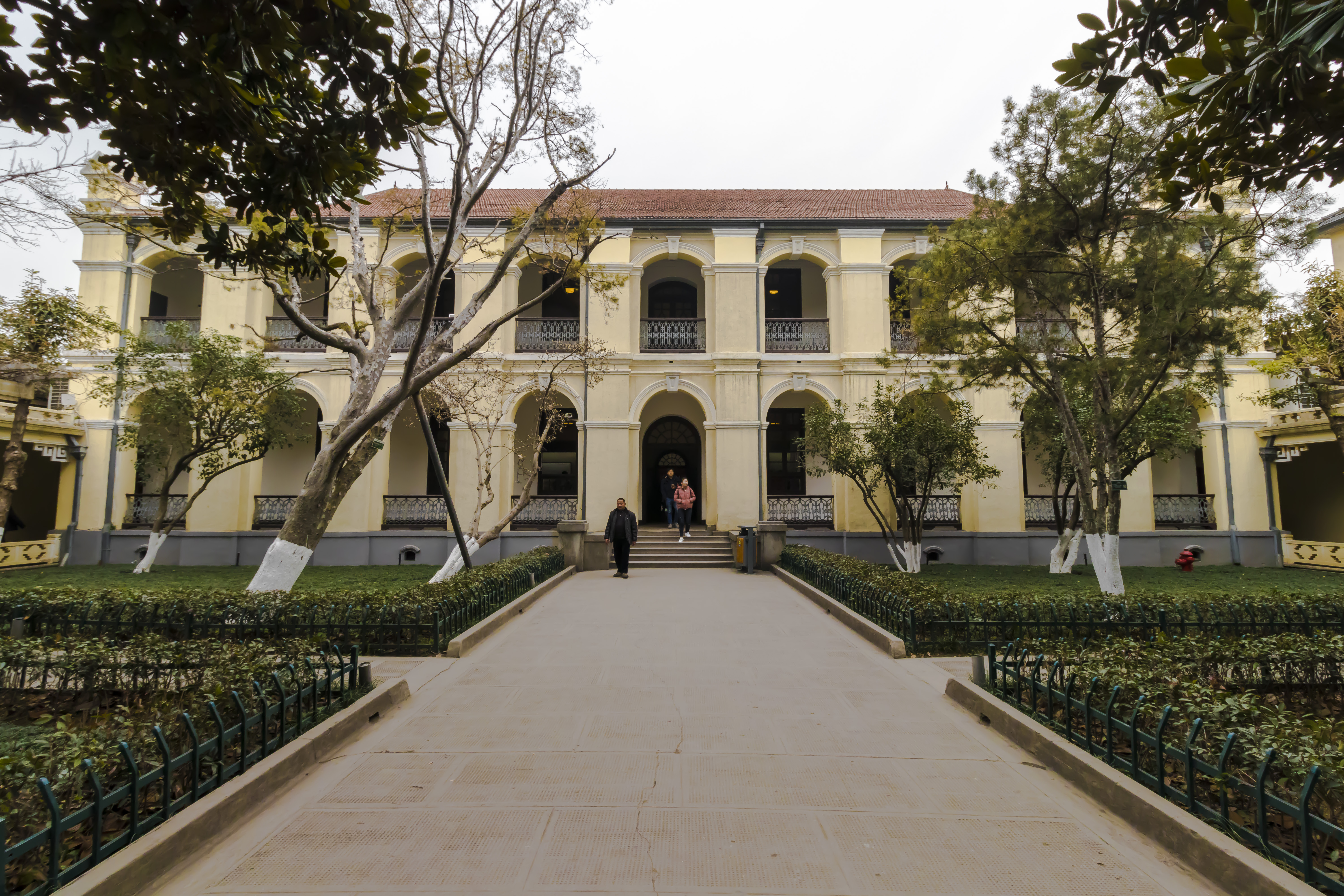
Fachada norte de la Casa de Asuntos Gubernamentales

La Casa de Asuntos Gubernamentales, también conocida como la Casa de los Funcionarios Gubernamentales y la Casa de Asuntos Documentales, fue construida en 1925 por Sun Chuanfang. Originalmente albergaba la oficina del gobernador militar de Jiangsu, y entre 1928 y 1935 se convirtió en el edificio de oficinas del presidente y otros funcionarios del Gobierno Nacionalista. Durante la presidencia de Chiang Kai-shek entre 1928 y 1931, una habitación en el segundo piso sirvió como despacho de Chiang.
De 1946 a 1949, esta casa se convirtió en la Casa de Asuntos Gubernamentales. El Ministerio de Asuntos Gubernamentales se encargaba principalmente de la redacción de artículos y la revisión de documentos confidenciales. Chen Bulei, funcionario del gobierno, ocupó la casa como su oficina. Hoy en día, la casa alberga el Museo del Presidente y el vicepresidente, con algunas colecciones del Gobierno Nacionalista. Desde la casa, un patio conduce al Edificio Presidencial, uno de los edificios más importantes del complejo palaciego.

#### Edificio Presidencial

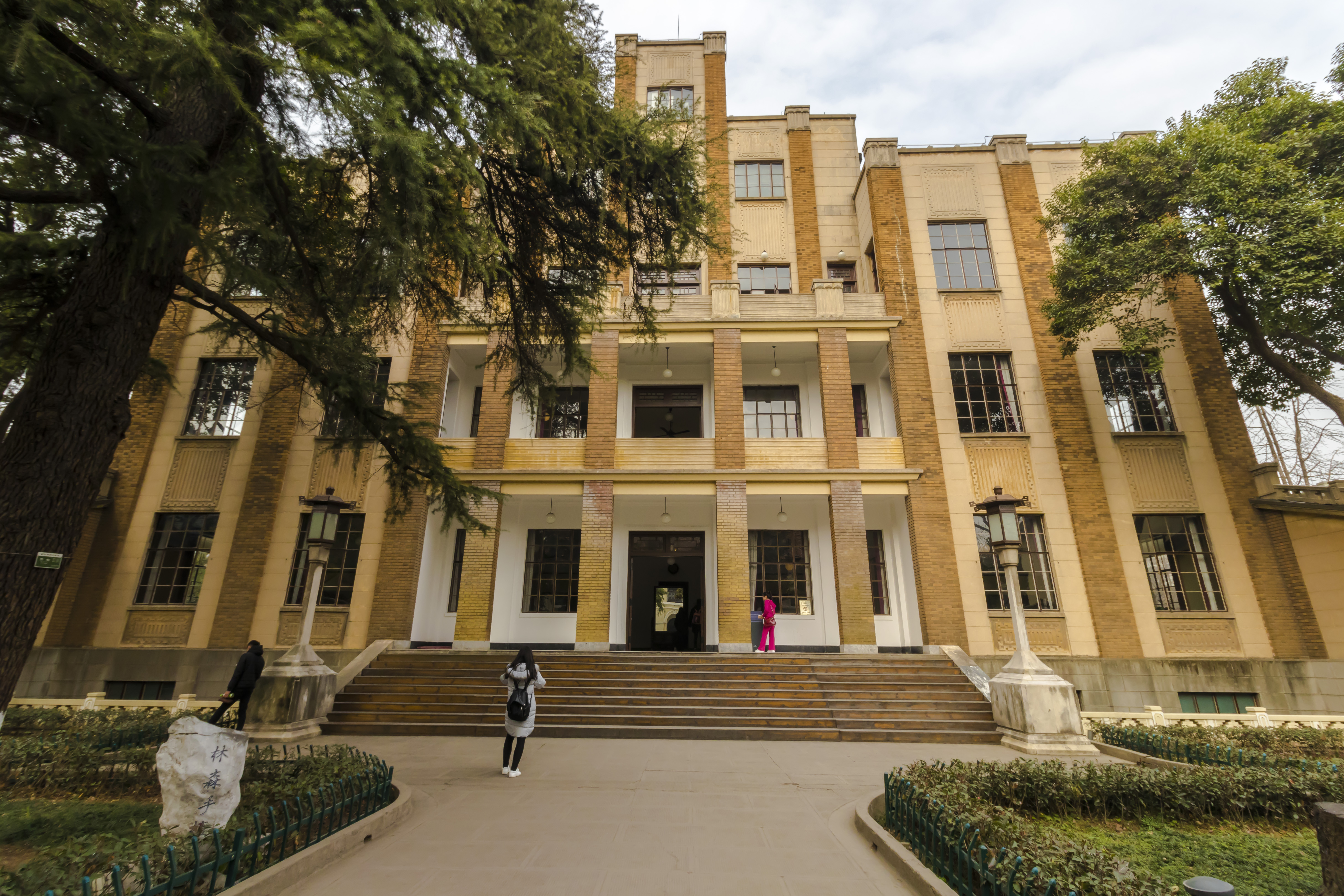
Fachada sur del Edificio Presidencial

El Edificio Presidencial, también conocido como "Casa Zichao" y Casa de Hormigón, fue uno de los edificios más importantes del complejo. Situada en el extremo norte del palacio, esta casa de seis plantas con estructura de hormigón armado fue uno de los edificios más altos de Nankín en la década de 1930. La construcción comenzó en 1934 y finalizó en diciembre de 1935. Lin Sen utilizó esta casa como oficina del presidente del Gobierno nacionalista hasta que las tropas japonesas capturaron Nankín. De 1940 a 1945, esta casa, ocupada por los japoneses, se convirtió en la sede del Yuan Legislativo y del Yuan de Control del Gobierno nacional reorganizado. En 1946, el Gobierno nacionalista de Chiang Kai-shek recuperó Nankín y la utilizó como sede del Gobierno Nacionalista por segunda vez. Tras la ceremonia de investidura presidencial en 1948, se convirtió en la sede del presidente de la República de China. En abril de 1949, el Ejército Popular de Liberación tomó el control de esta casa. A partir de entonces, perdió su función de sede presidencial. Desde diciembre de 1949, el Edificio de la Oficina Presidencial de Taipéi se convirtió en la sede del presidente de la República de China. En China continental, Zhongnanhai se convirtió en la sede del gobierno central y la residencia oficial del líder del Partido Comunista de China desde octubre de 1949.
En 1934, el presidente Lin Sen plantó dos cedros a ambos lados del patio frente al Edificio Presidencial. El cedro del lado este murió en 2005 y fue talado en 2013. El edificio fue diseñado por Yu Binglie, director del departamento de arquitectura de la Universidad Nacional Central. En el interior, la primera planta albergaba la oficina del secretario general del presidente, el funcionario de mayor rango de la Oficina Presidencial, quien supervisaba al personal de la misma. Tanto la oficina presidencial como la vicepresidencia se encontraban en la segunda planta. La sala de reuniones del Consejo de Asuntos de Estado se ubicaba en la tercera planta.

##### Oficina Presidencial

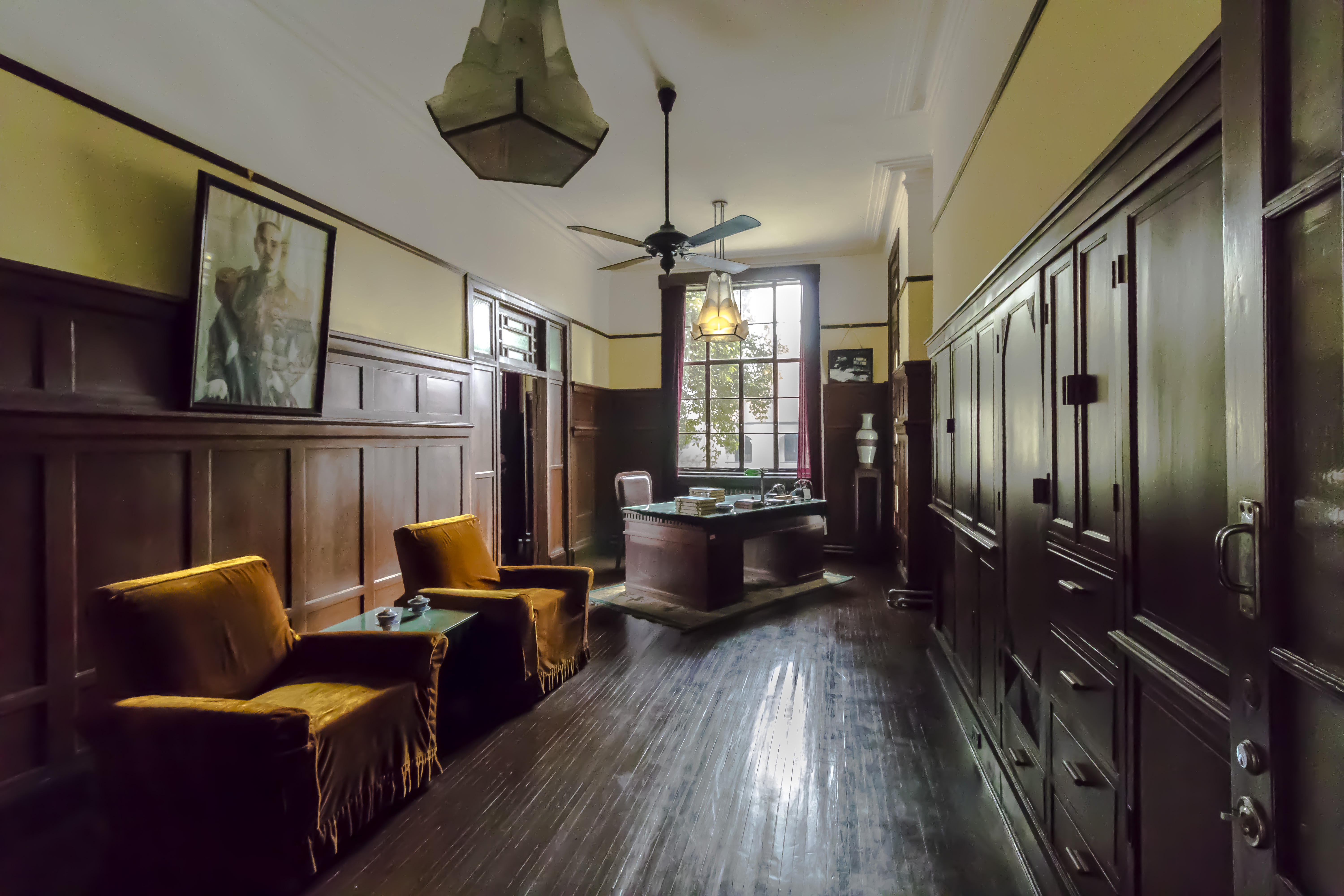
La Oficina Presidencial

La Oficina Presidencial fue la oficina del presidente de la República de China desde el 20 de mayo de 1948. También se la conoce como la Oficina de Chiang Kai-shek, ya que Chiang fue el único presidente que la utilizó como despacho presidencial. Situada en la esquina sureste del segundo piso, constaba de tres habitaciones. La del medio servía como lugar de trabajo principal del presidente. Dentro de la habitación del medio, un enorme secreter se colocó de lado junto a la ventana, con una lámpara colgante de fabricación francesa encima. Y sobre el sofá marrón, una enorme fotografía de Chiang colgaba en la pared lateral. Había un ascensor Otis cerca de la oficina, pero Chiang Kai-shek rara vez lo usaba. Aunque el presidente Chiang Kai-shek no trabajaba aquí todo el tiempo, esta oficina sigue siendo uno de los sitios más populares para los visitantes del Palacio Presidencial.

##### Oficina del Vicepresidente

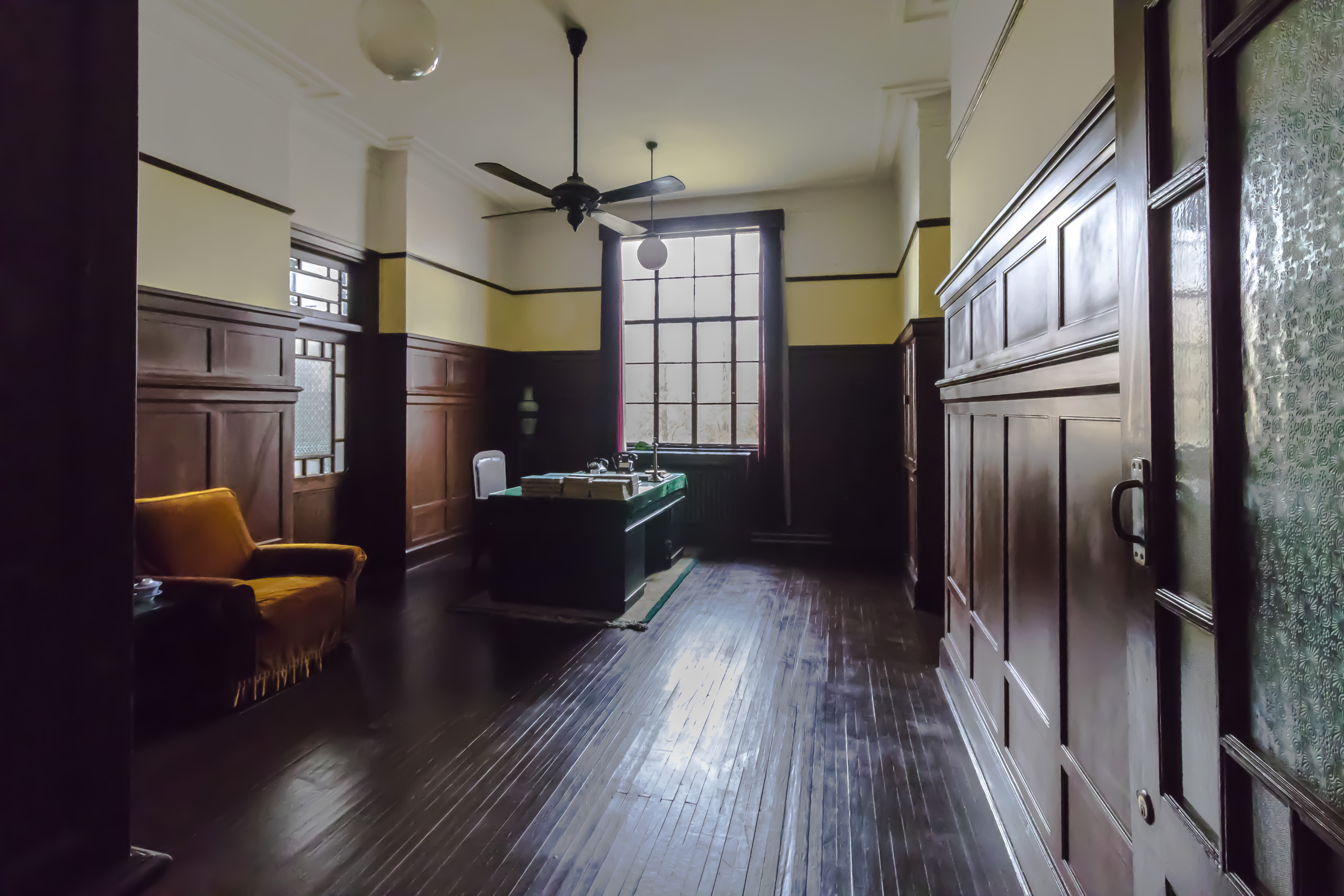
La Oficina del Vicepresidente

La oficina del vicepresidente se encontraba frente a la oficina presidencial, también conocida como la oficina de Li Zongren. Además de la oficina presidencial, también fue la oficina del vicepresidente desde el 20 de mayo de 1948. Sin embargo, la relación entre Li Zongren y Chiang Kai-shek no era muy buena, por lo que el vicepresidente solía trabajar en su residencia en Gulou en lugar de esta oficina para evitar reunirse con Chiang.

##### Sala del Consejo de Asuntos de Estado
Durante el período del Gobierno nacionalista, el Consejo de Asuntos de Estado solía ocuparse de asuntos internos como la publicación de leyes y órdenes, y el nombramiento de funcionarios. La Sala del Consejo de Asuntos de Estado estaba situada en el tercer piso del Edificio Presidencial. En la pared norte de esta sala, un tablero horizontal con la inscripción "Fidelidad, filialidad, benevolencia, bondad, buena fe, calma y paz", escrita por Lin Sen, presidente del Gobierno Nacionalista en 1935. Sobre el escritorio, en el extremo norte, se colocó una botella de vidrio, junto a numerosas tazas de té. Según el registro pertinente, la botella pertenecía a Chiang Kai-shek porque, a diferencia de otros, prefería beber agua al té.

### Jardín Oeste

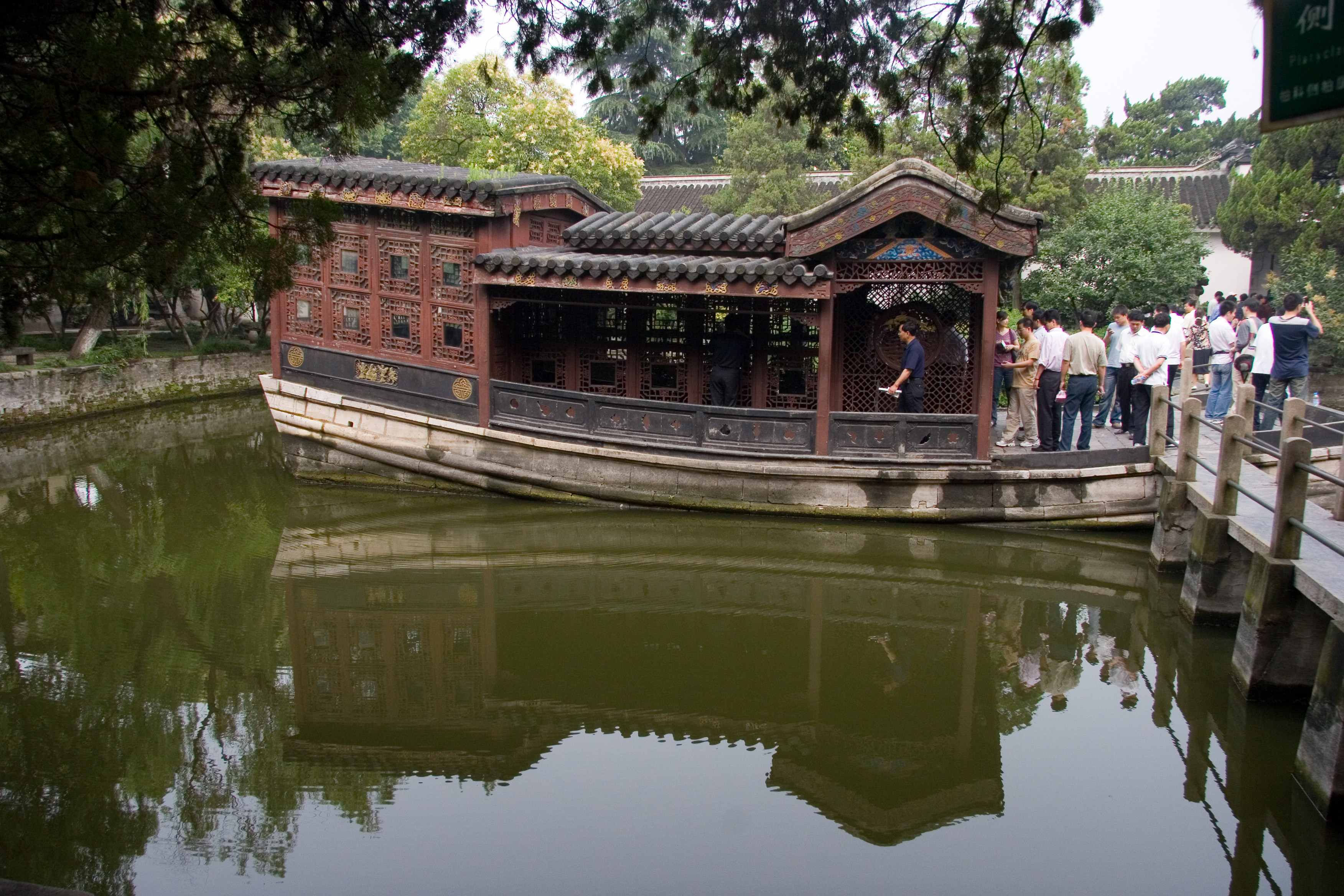
El Barco de Mármol en el jardín del oeste

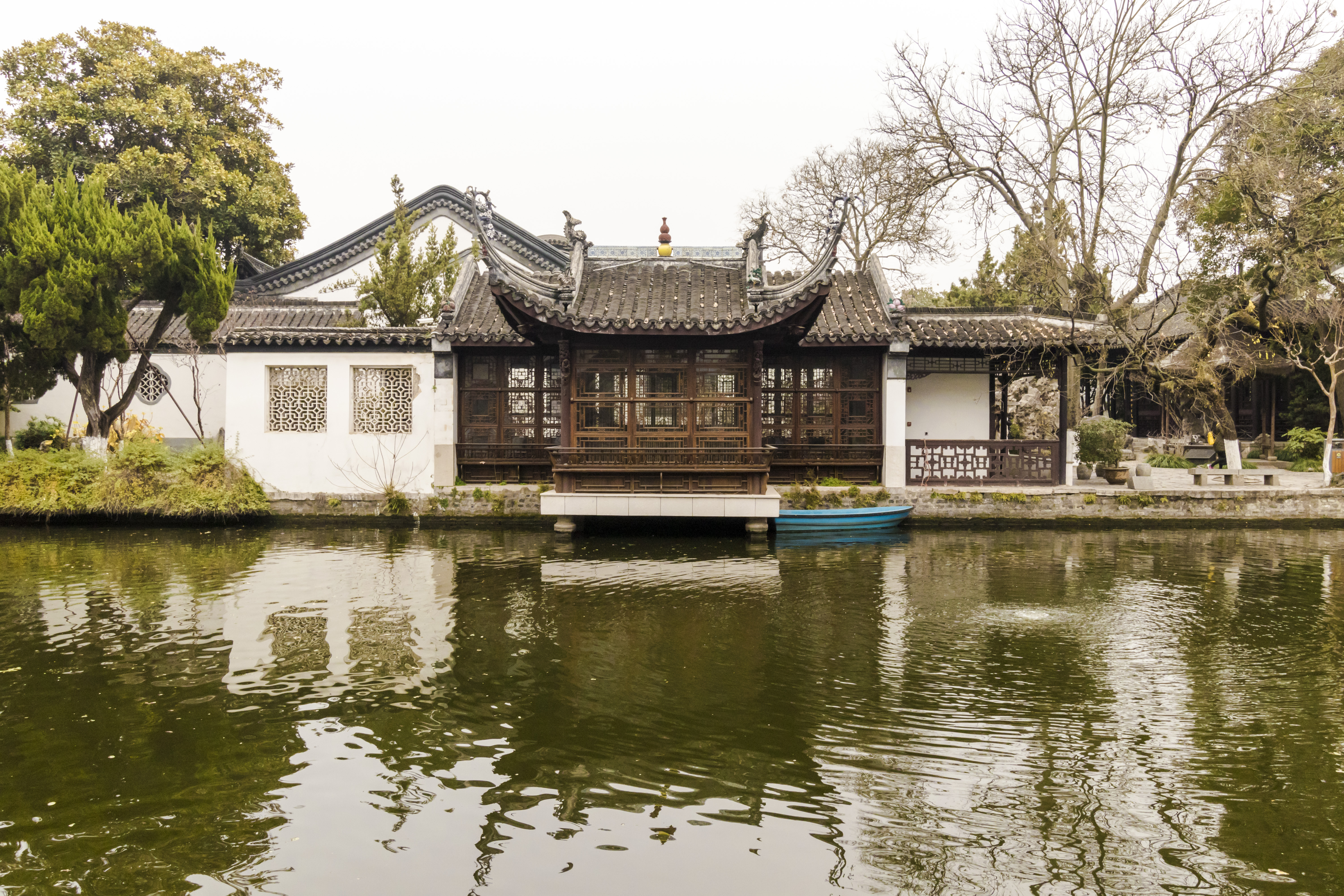
El Ático de la Alegría a la derecha de la imagen.

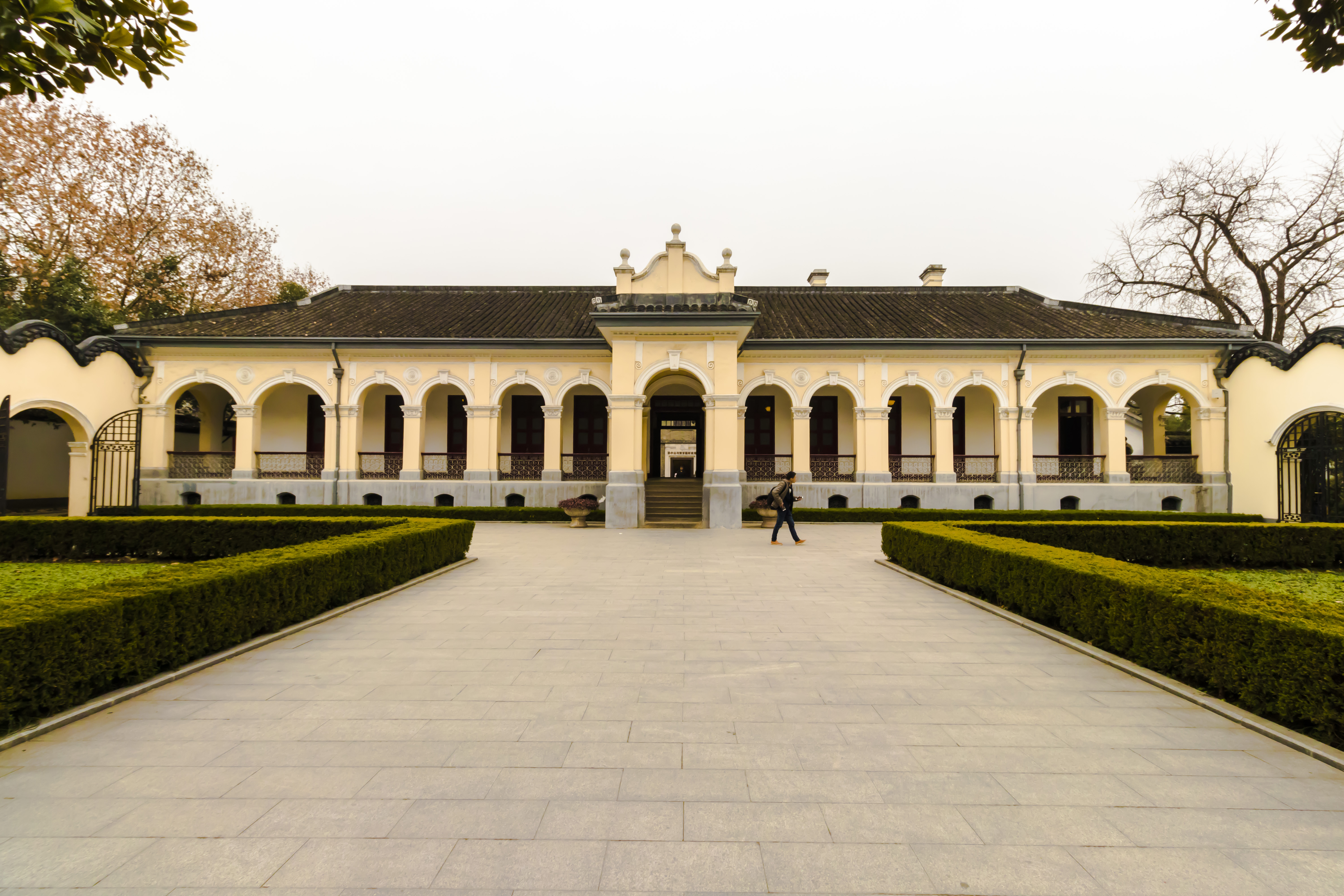
La Casa de la Comisión, también conocida como el Salón del Jardín Oeste, una vez ocupada por Sun Yat-sen y Chiang Kai-shek

El Jardín Oeste, también llamado Jardín Xu, es un jardín clásico del sur de China, situado justo al oeste del eje central del Palacio Presidencial, considerado la obra maestra de los jardines de Nankín, junto con el Jardín Zhanyuan. En el centro del lago Taiping (literalmente "Lago del Pacífico"), se encuentran a orillas del lago varios pabellones y áticos construidos en la década de 1870, como el Barco de Mármol, la Casa de la Melodía de Paulownia, la Torre del Hermoso Atardecer, el Pabellón de las Ondulaciones, el Pabellón de las Palmeras, el Pabellón del Pato Mandarín, la Sala de Estar del Presidente Provisional y el Ático de la Alegría.

#### El Barco de Mármol
El Barco de Mármol es la estructura más antigua que se conserva en el complejo del Palacio Presidencial. Fue construido durante la visita de Qianlong a Jiangning (antiguo nombre de Nankín). Para complacer al emperador, el funcionario le explicó que el nombre de la estructura era "barco desamarrado", como metáfora de la firmeza del régimen de la dinastía Qing. El barco de piedra de 14,5 metros de largo, que imita la madera, es una de las estructuras más conocidas del jardín.

#### Ático de la Alegría
El Ático de la Alegría, también conocido como el Pabellón que Olvida Volar o el Pabellón de la Ribera, fue reconstruido en 1870 en la orilla oriental del jardín. El funcionario que trabajó aquí se sorprendió por la atractiva vista y creyó que «si los pájaros vieran esta vista, se alegrarían tanto que olvidarían cómo volar». De ahí el nombre. En la década de 1930, este ático albergó una de las oficinas de la Comisión de Asuntos Militares, una de las organizaciones más poderosas de la China nacionalista.

#### Casa del Estado Mayor
La Casa del Estado Mayor, construida en 1935, fue la sede de Ho Ying-chin, el Estado Mayor del Gobierno nacionalista. Actualmente, su función es la de sala de exposiciones con el tema "Sun Yat-sen y el Gobierno provisional en Nankín".

#### Casa de la Comisión
La Casa de la Comisión, también conocida como Salón del Jardín Oeste y Oficina del Presidente Provisional, fue construida en 1909 por Duanfang, el 80.º virrey de Liangjiang, quien visitó Europa justo antes de su inicio. La obra finalizó en 1910, durante el mandato de Zhang Renjun, el último virrey de Liangjiang. Desde el 1 de enero de 1912, la casa fue utilizada como oficina del presidente provisional por Sun Yat-sen, convirtiéndose así en una de las cunas de la República de China. El primer consejo de gabinete del gobierno provisional también se celebró aquí. Desde 1927, la casa fue sede de la Comisión de Asuntos Militares, que ejercía el poder real del Gobierno nacionalista. Hoy en día, esta casa amarilla es también una popular atracción turística en el Palacio Presidencial.

### Jardín Este

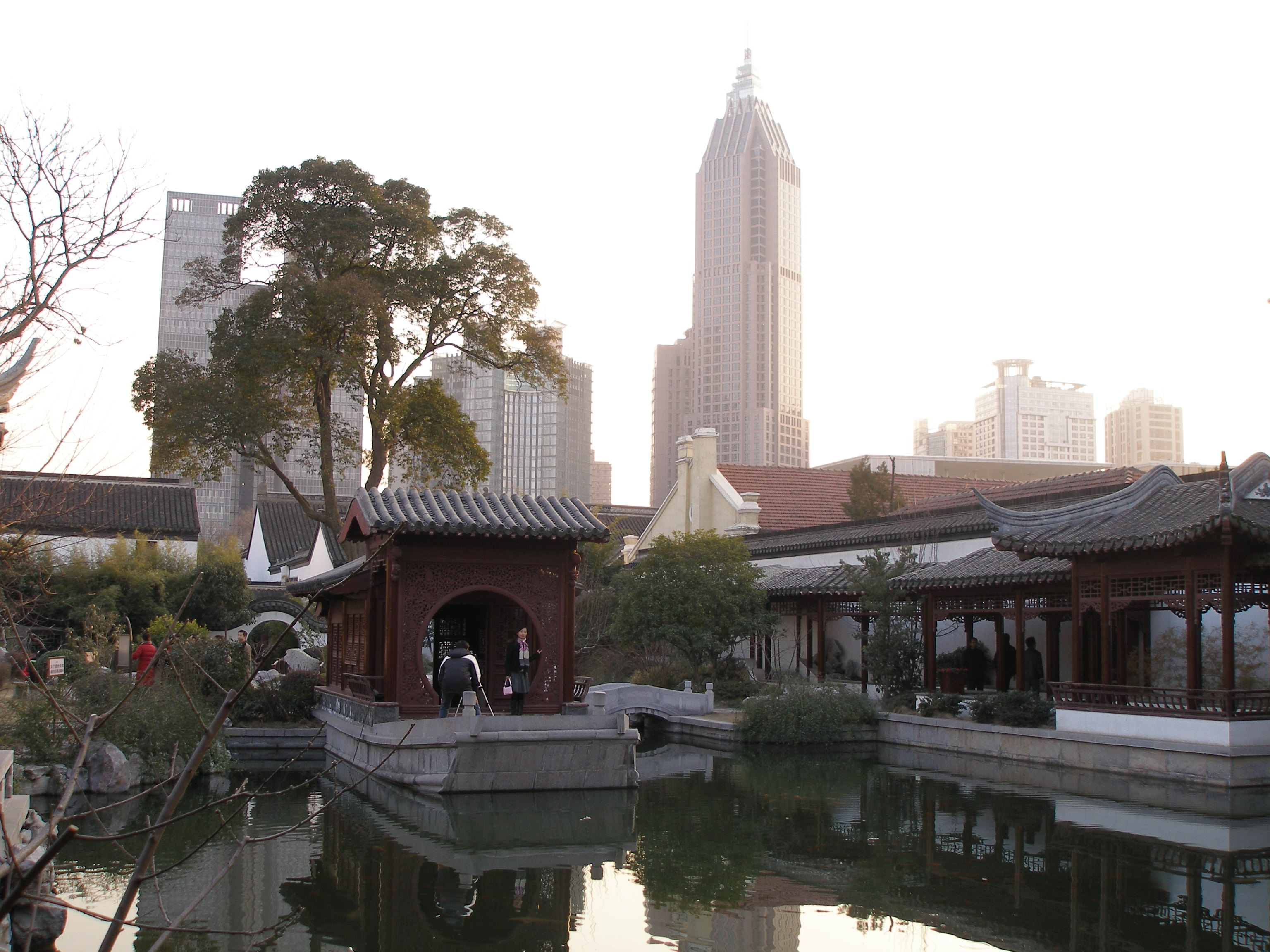
El Jardín del Este

El Jardín Este, también conocido como el «Jardín Restaurado», era el jardín adicional de la oficina del virrey. Durante la Rebelión Taiping, se convirtió en el jardín este del Palacio Celestial. Tras la toma del palacio por las tropas de la dinastía Qing, el jardín este quedó totalmente destruido. Con la llegada del Gobierno nacionalista a Nankín, se construyeron en el lugar algunos edificios de oficinas menores, anexos al Yuan Ejecutivo, que fueron demolidos en su totalidad en la década del 2000. En 2003, el jardín fue parcialmente reconstruido, según la información histórica. Otros edificios, como el almacén, se reconstruyeron al mismo tiempo.
Las Casas Ejecutivas, sede del Yuan Ejecutivo entre 1928 y 1937, se ubicaban en el lado norte del jardín.

#### Casas Ejecutivas

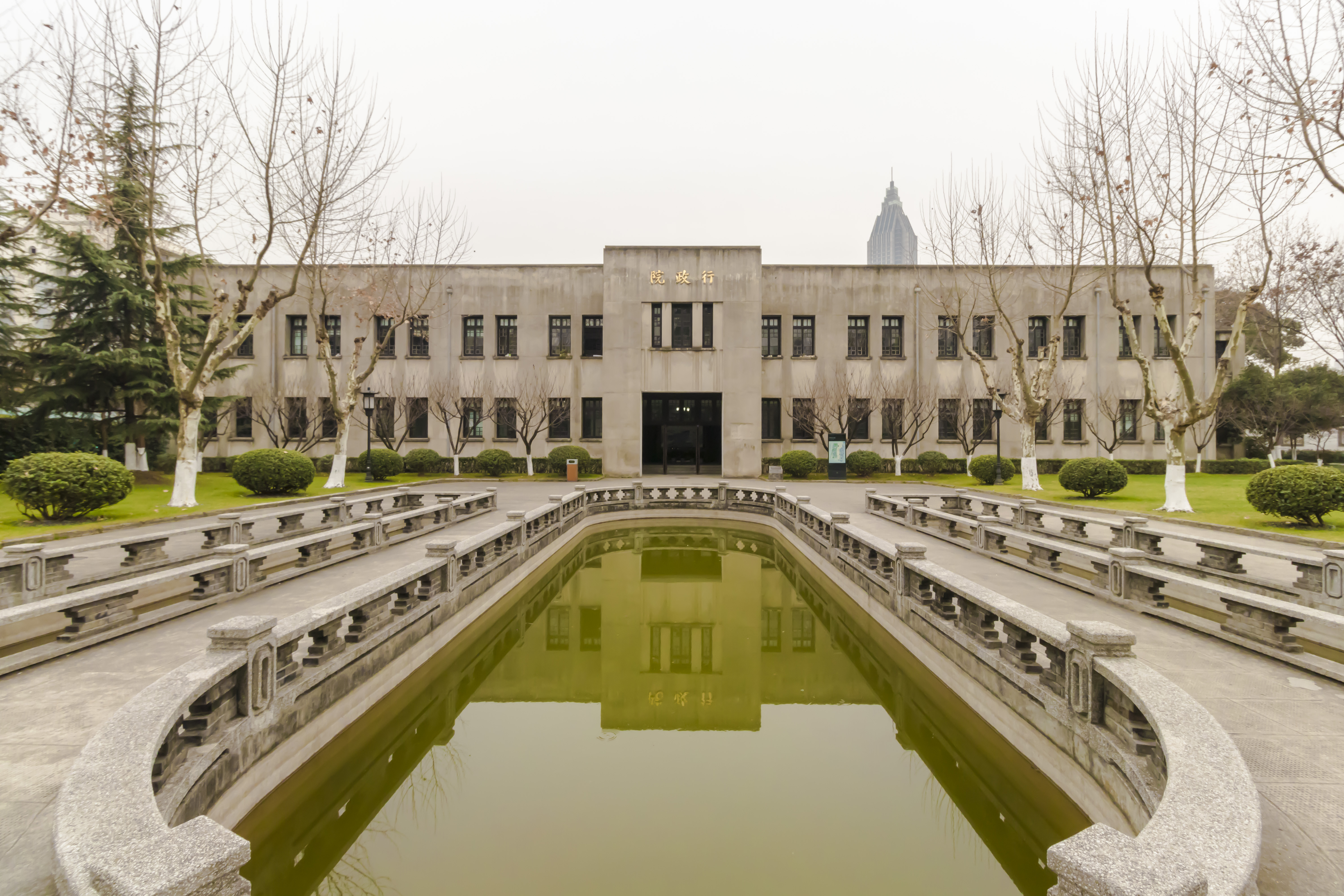
Casa Ejecutiva del Norte

Las Casas Ejecutivas fueron la sede del Yuan Ejecutivo de 1928 a 1937. En noviembre de 1937, el Yuan Ejecutivo se trasladó a la ciudad de Chongqing. Durante el régimen de Wang Jingwei, las casas albergaron las oficinas del Ministerio de Ferrocarriles y del Ministerio de Transporte y Comunicaciones, y posteriormente, del Ministerio de Asuntos Sociales y del Ministerio de Conservación del Agua.
Las Casas Ejecutivas se dividían en dos bloques. La Casa Ejecutiva Norte, también conocida como el Bloque Norte del Edificio Yuan Ejecutivo, albergó principalmente la oficina del Primer Ministro de 1928 a 1934, hasta que la Casa Ejecutiva Sur concluyó sus obras. La Casa Ejecutiva Sur, también conocida como el Bloque Sur del Edificio Yuan Ejecutivo, albergó principalmente la oficina de 1934 a 1937, hasta que los nacionalistas perdieron Nankín y huyeron a Chongqing. Primeros ministros, como Chiang Kai-shek, Wang Jingwei, H. H. Kung y Tse-ven Soong, trabajaron en la oficina del Primer Ministro en el Bloque Sur.

## Galería

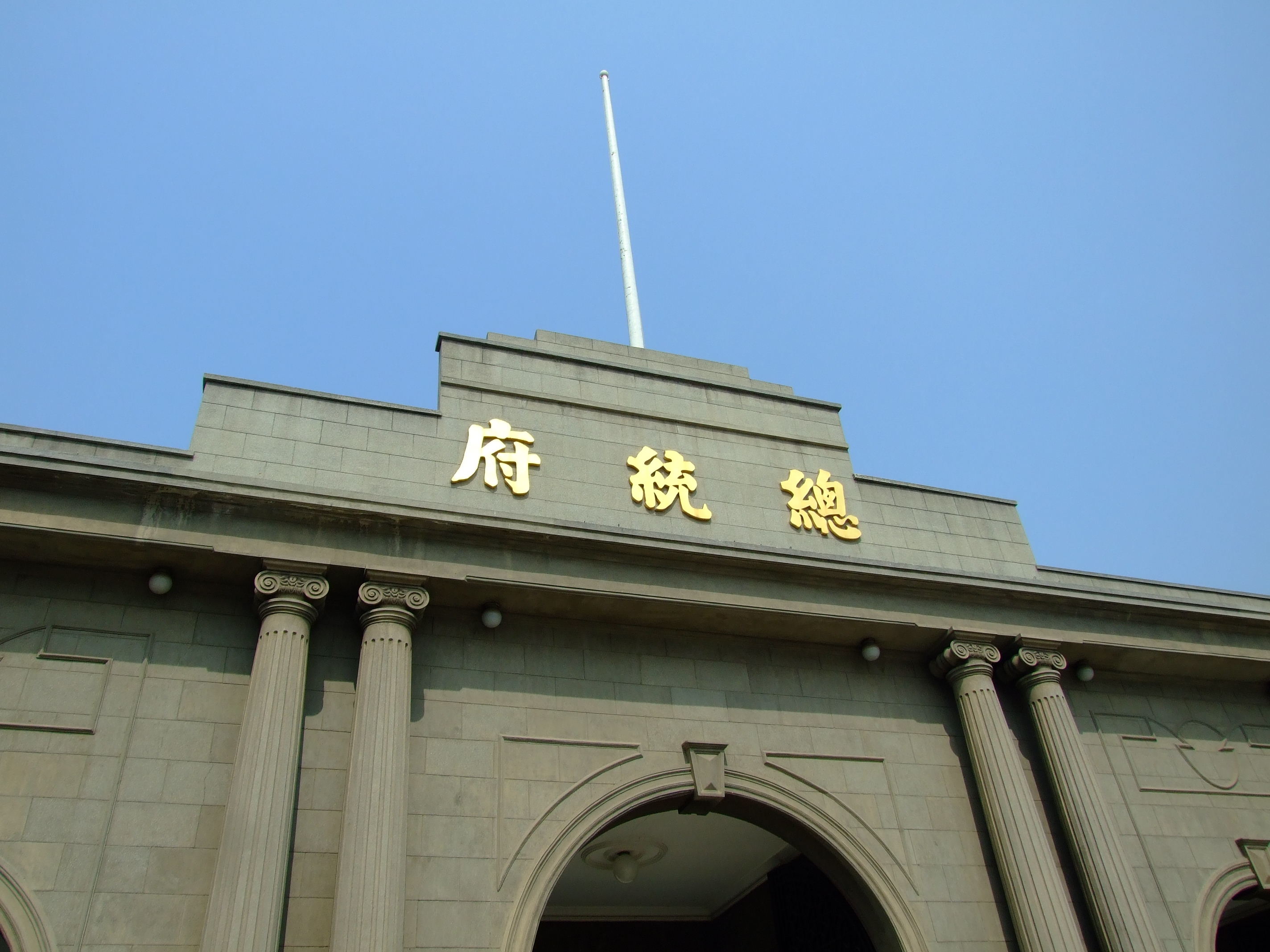
Puerta principal del Palacio Presidencial
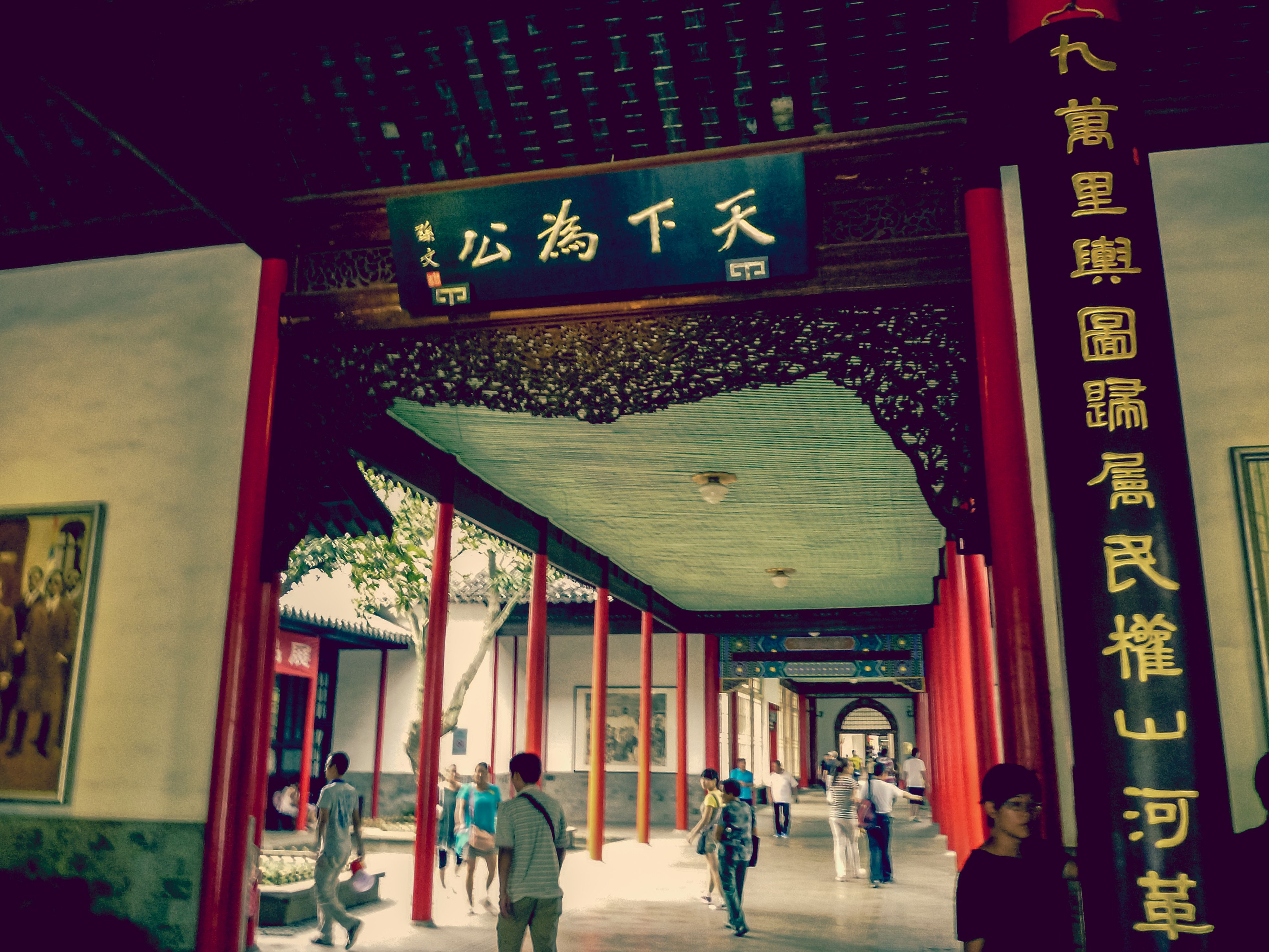
Dentro del salón principal
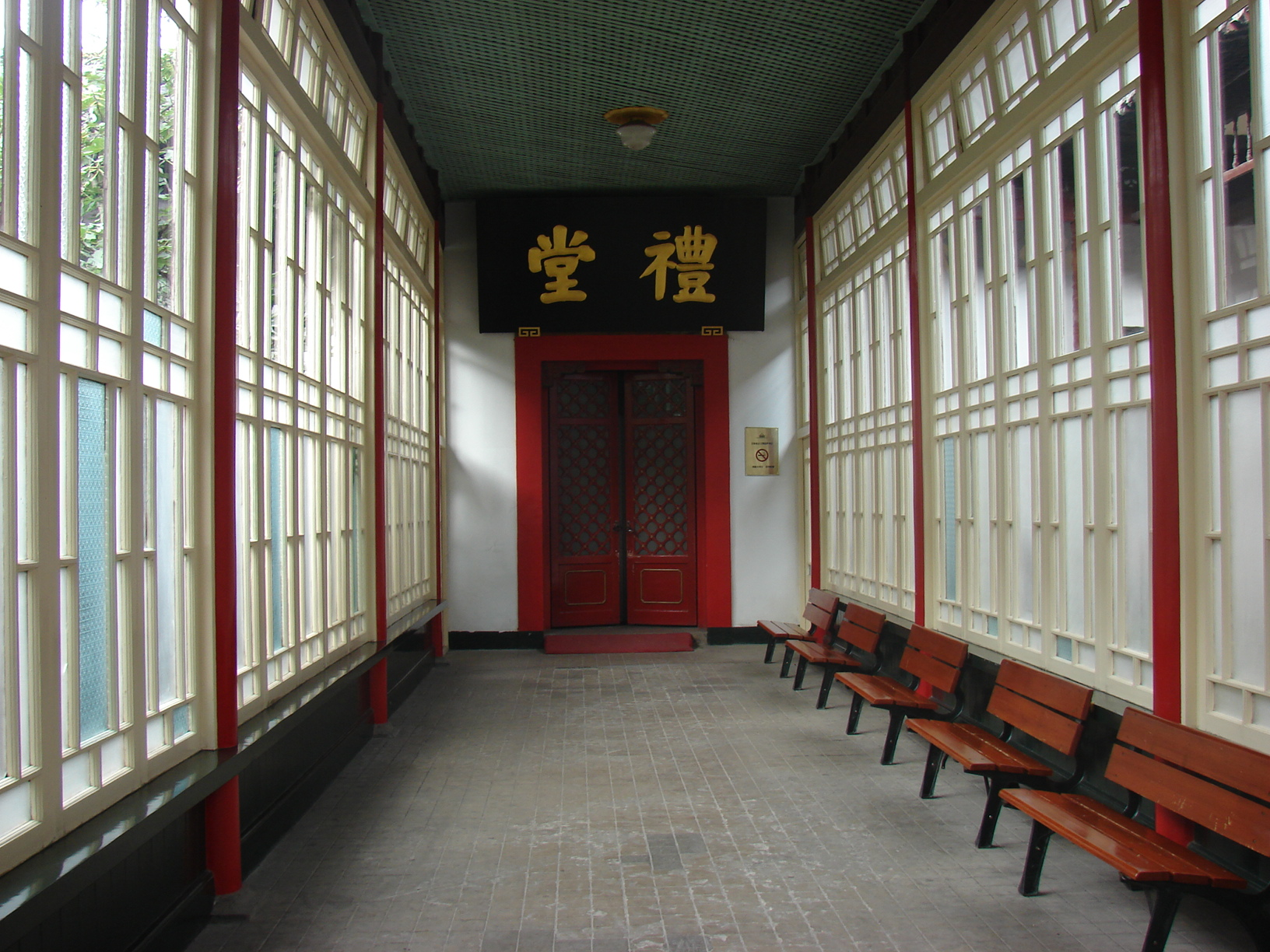
La entrada al auditorio
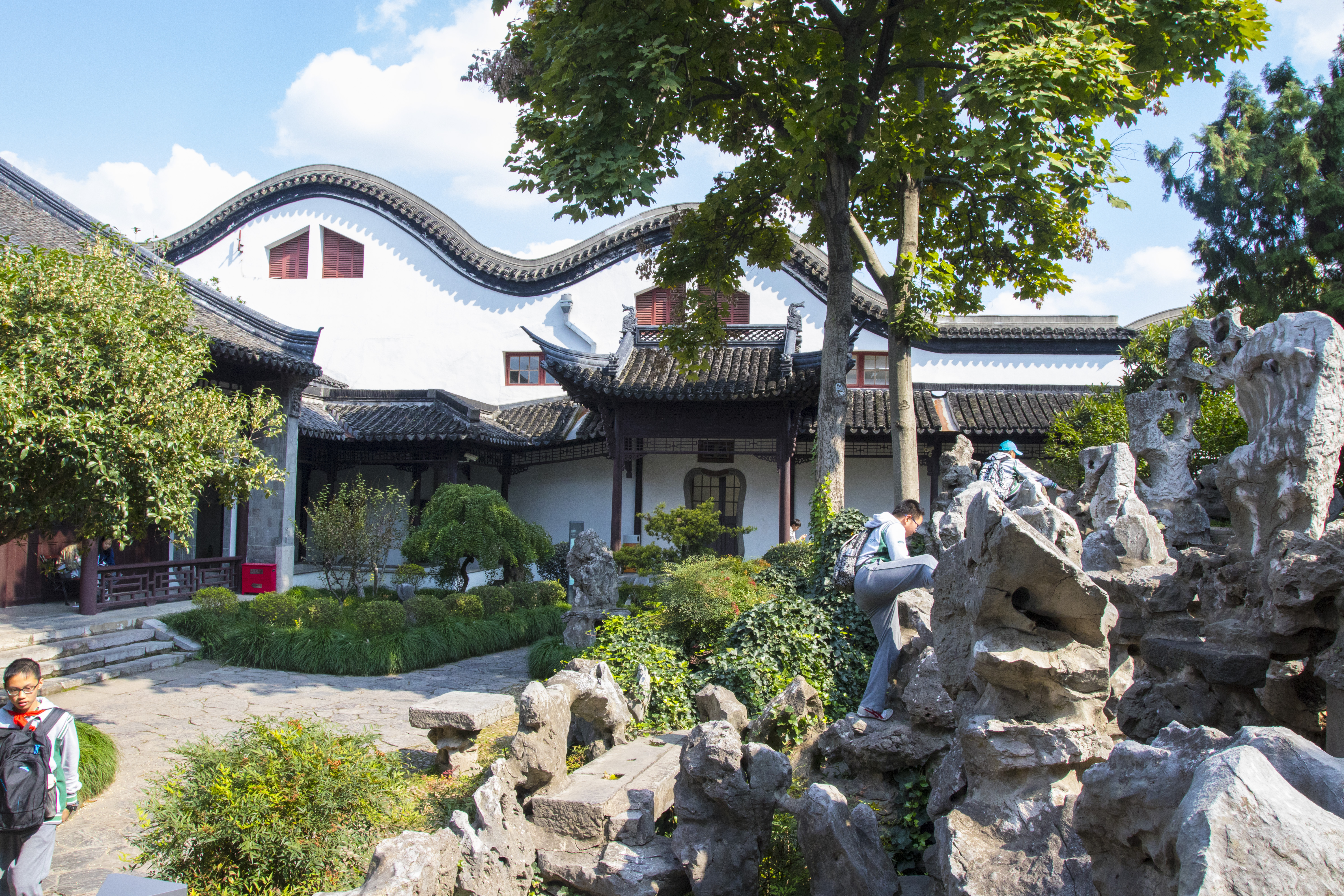
El auditorio visto desde el Jardín Oeste
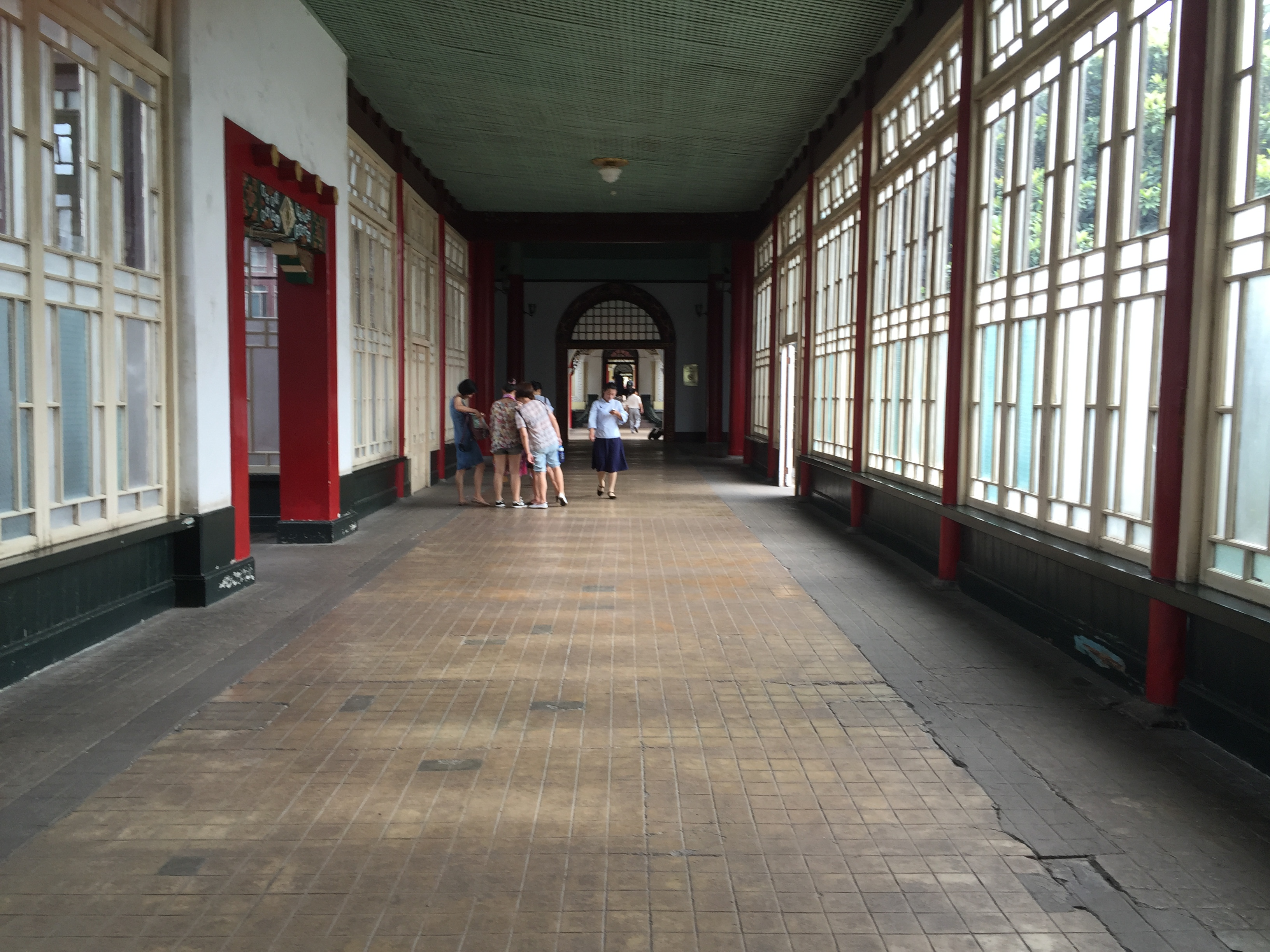
El pasillo hacia el segundo salón
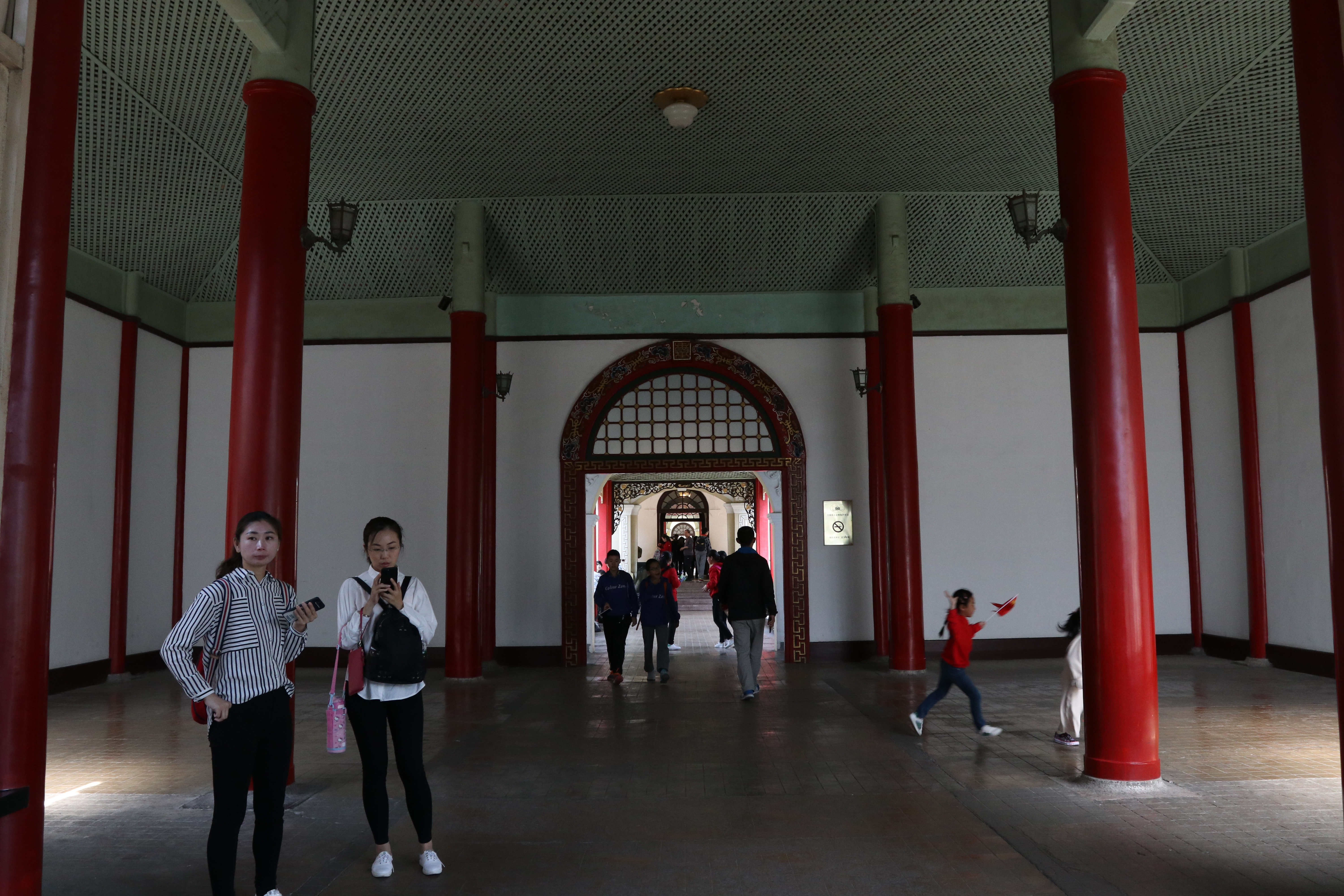
Dentro del segundo salón
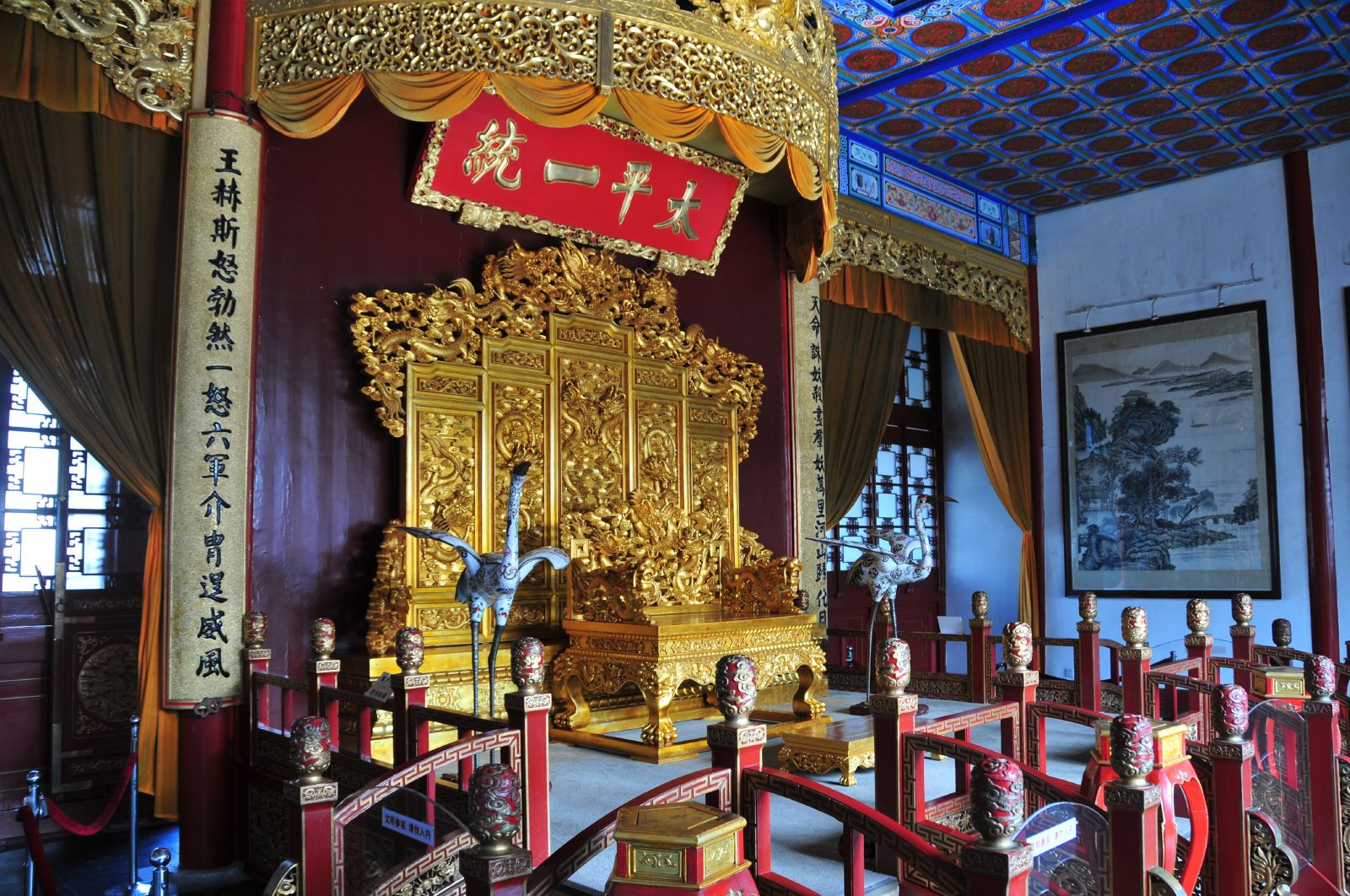
El trono de Hong Xiuquan
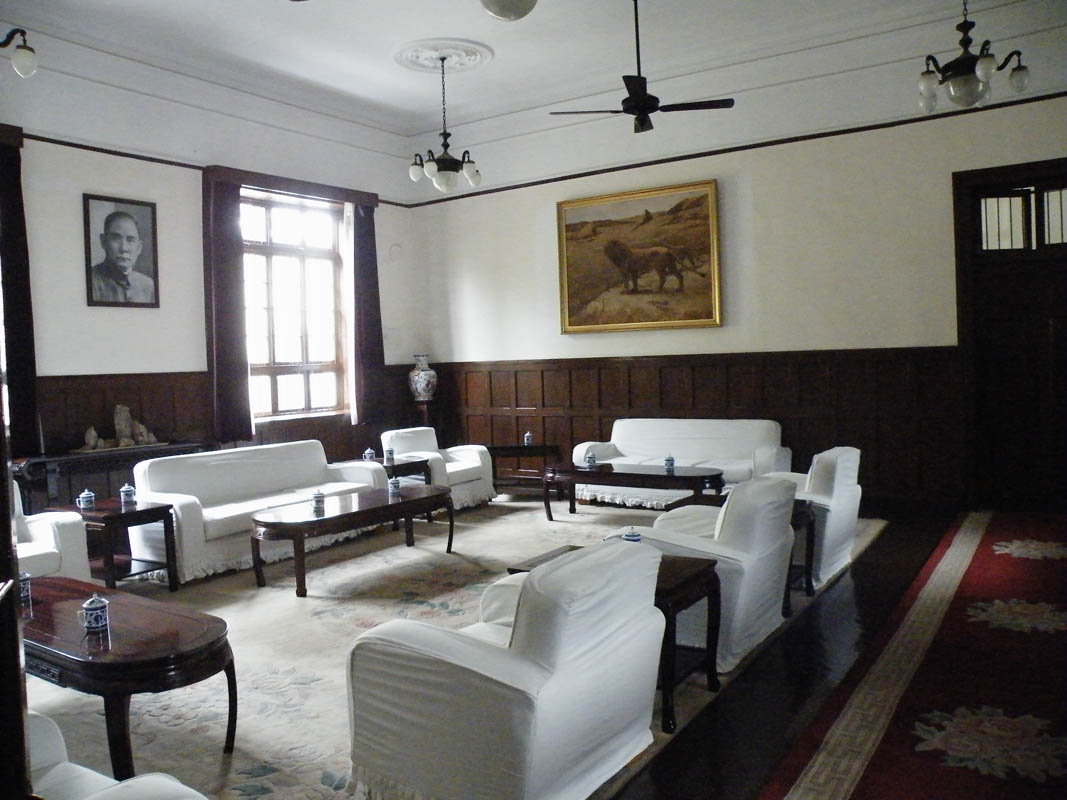
Sala de recepción en el salón de recepción
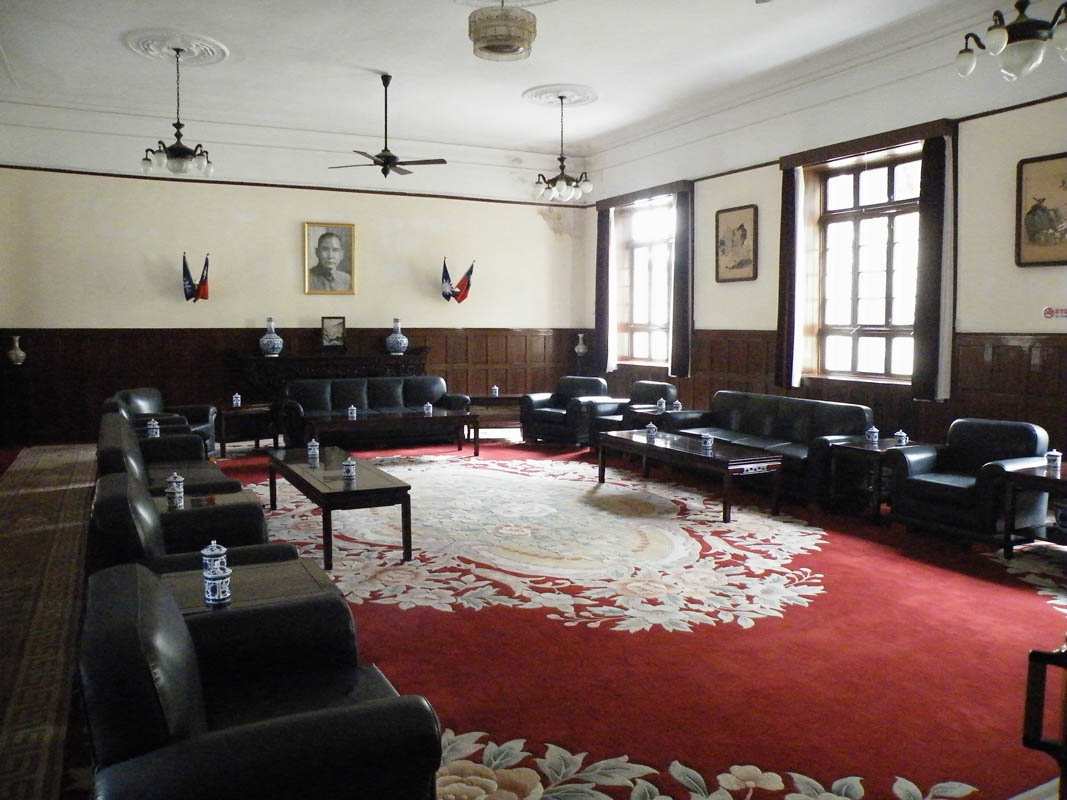
Habitación para invitados extranjeros en el salón de recepción
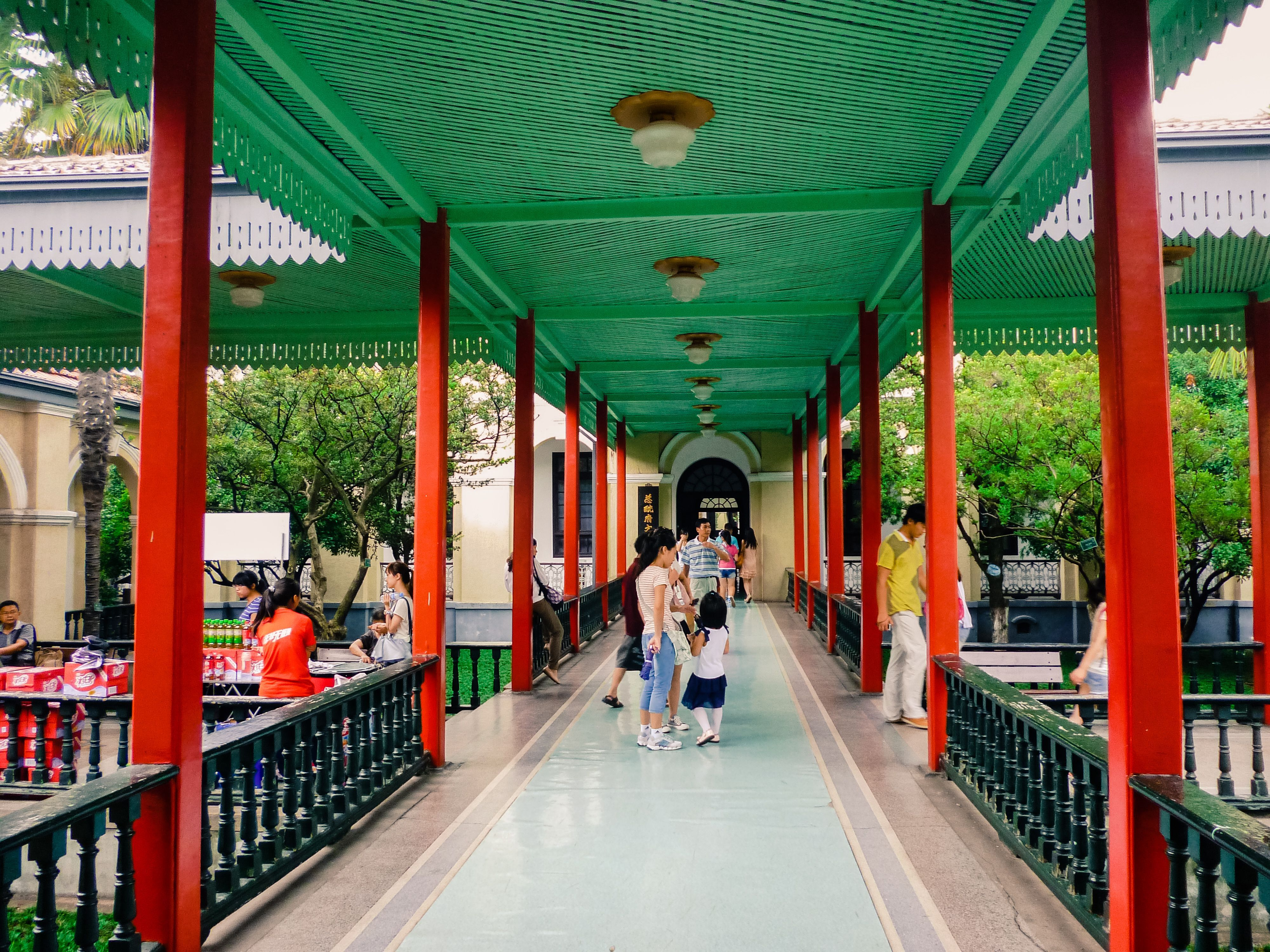
El pasillo que conduce a la Casa de Asuntos Gubernamentales
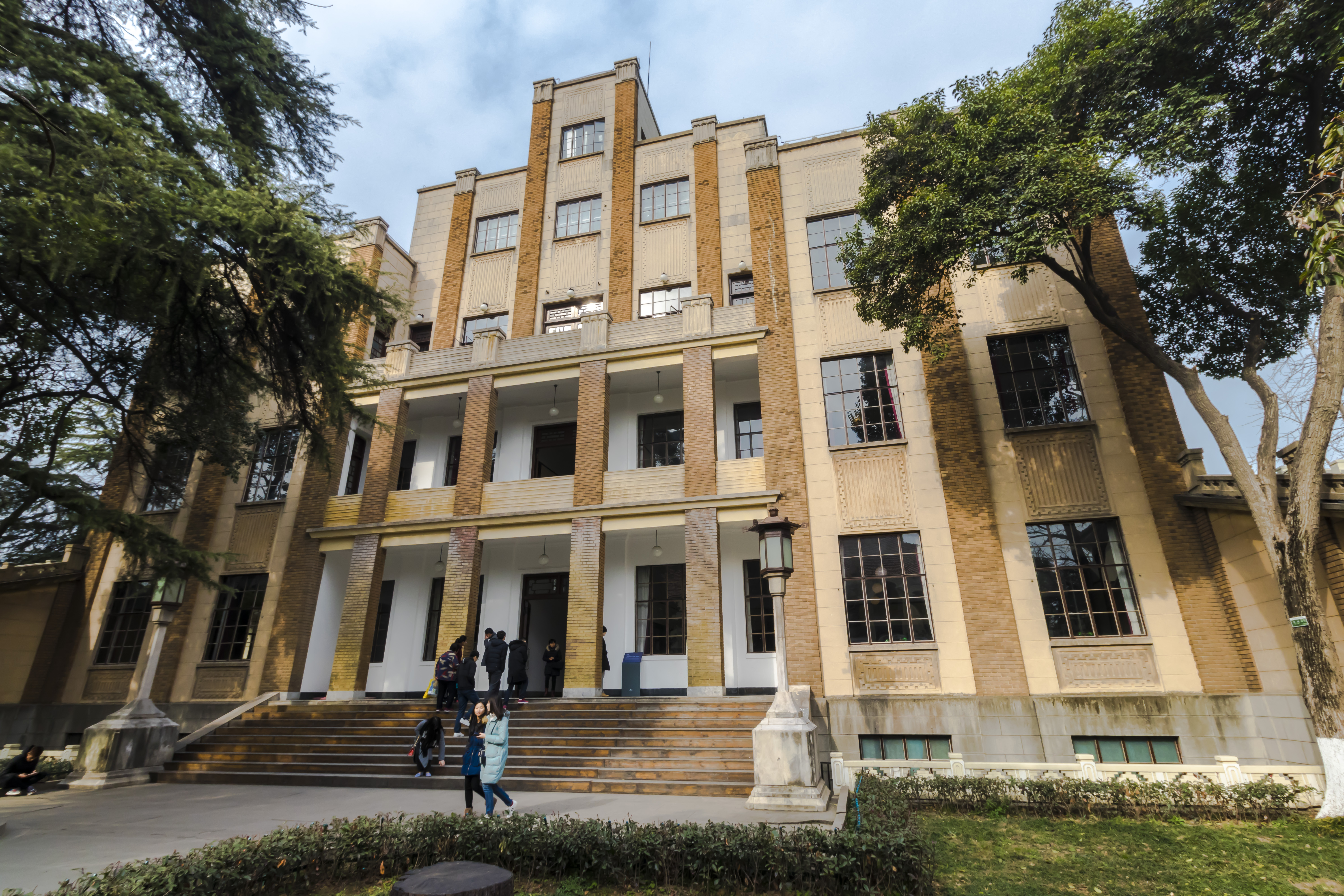
El edificio presidencial
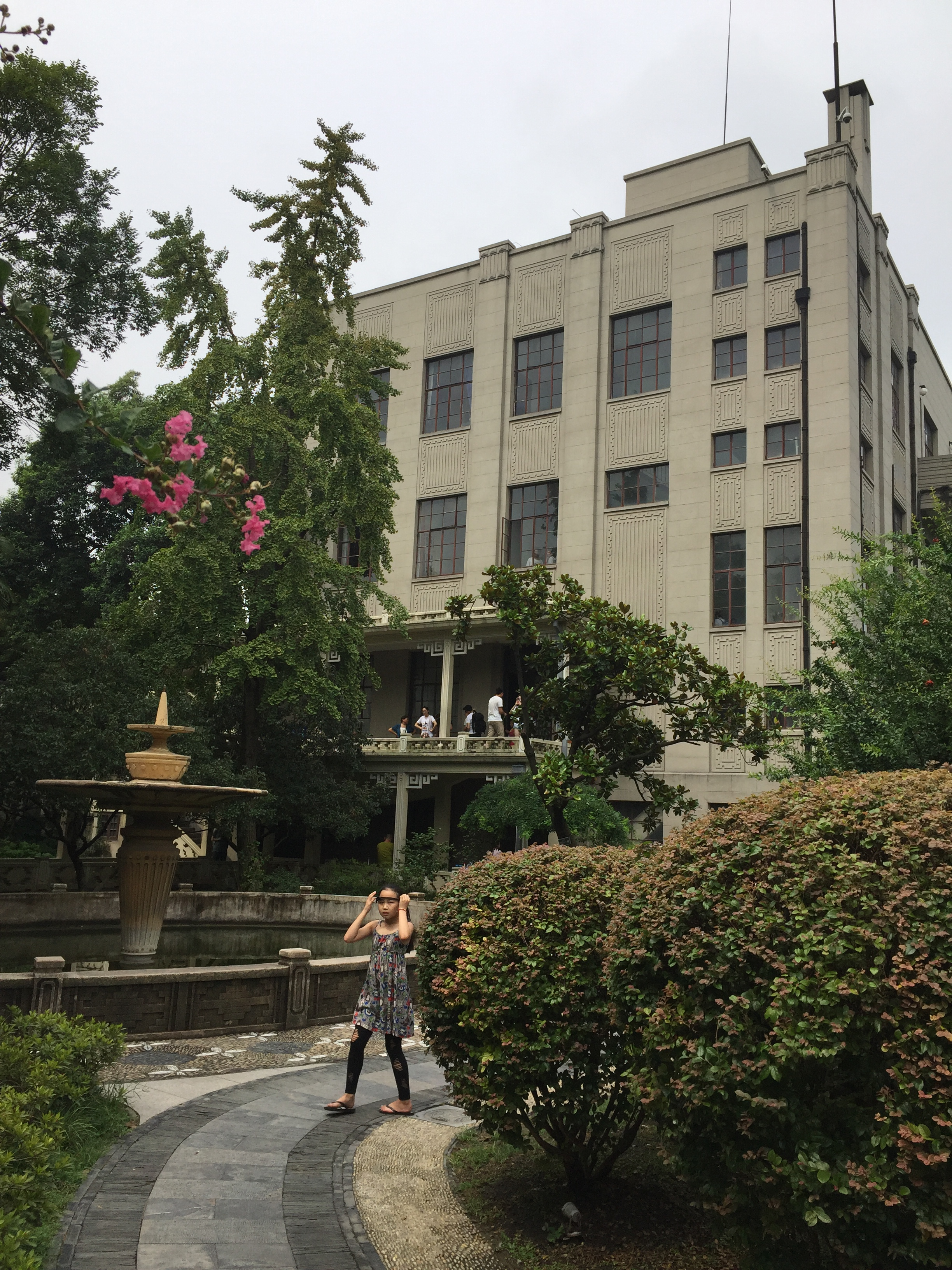
Fachada este del Edificio Presidencial con fuente
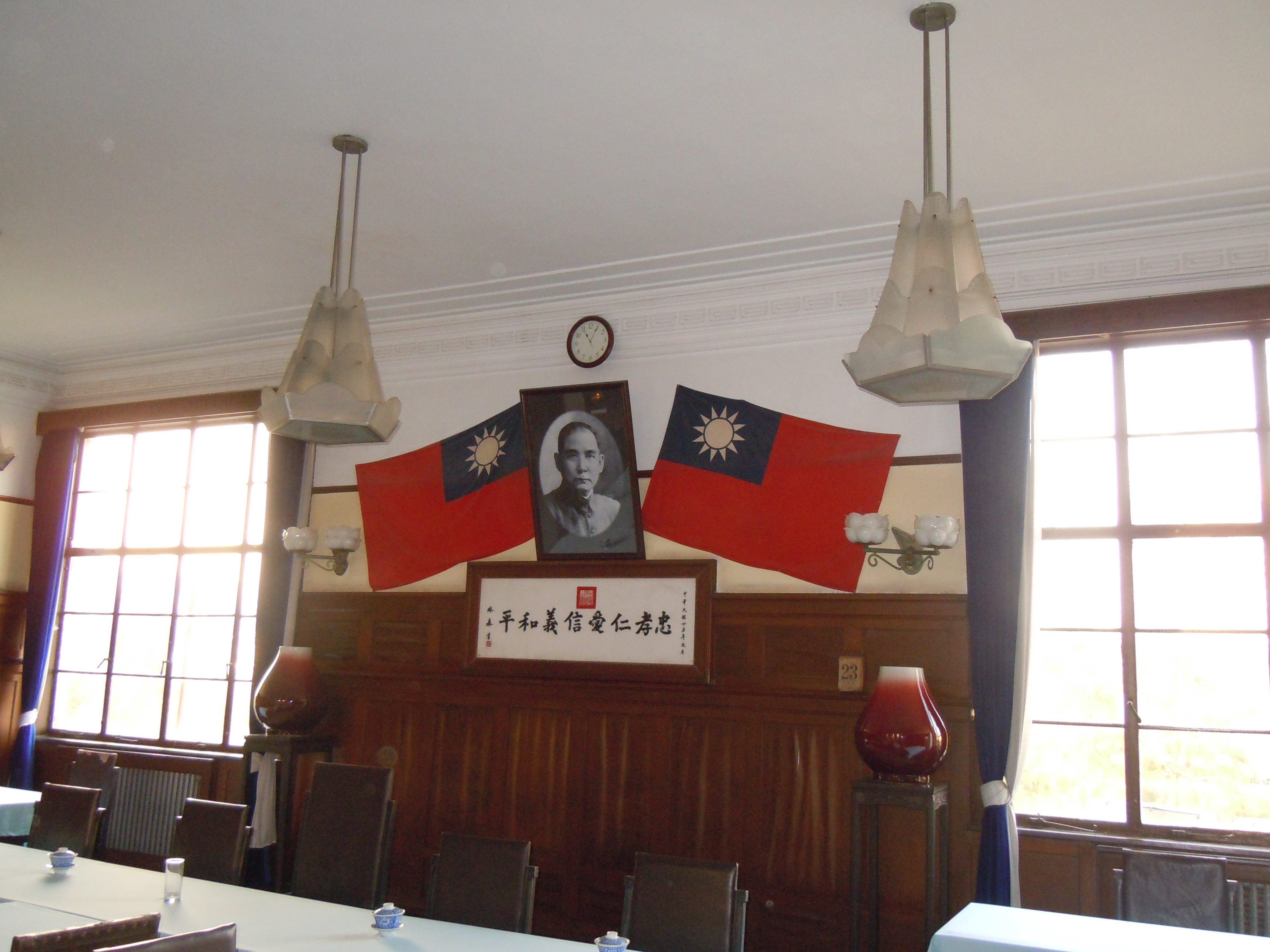
Sala de reuniones del Consejo de Asuntos de Estado en la Casa de Hormigón
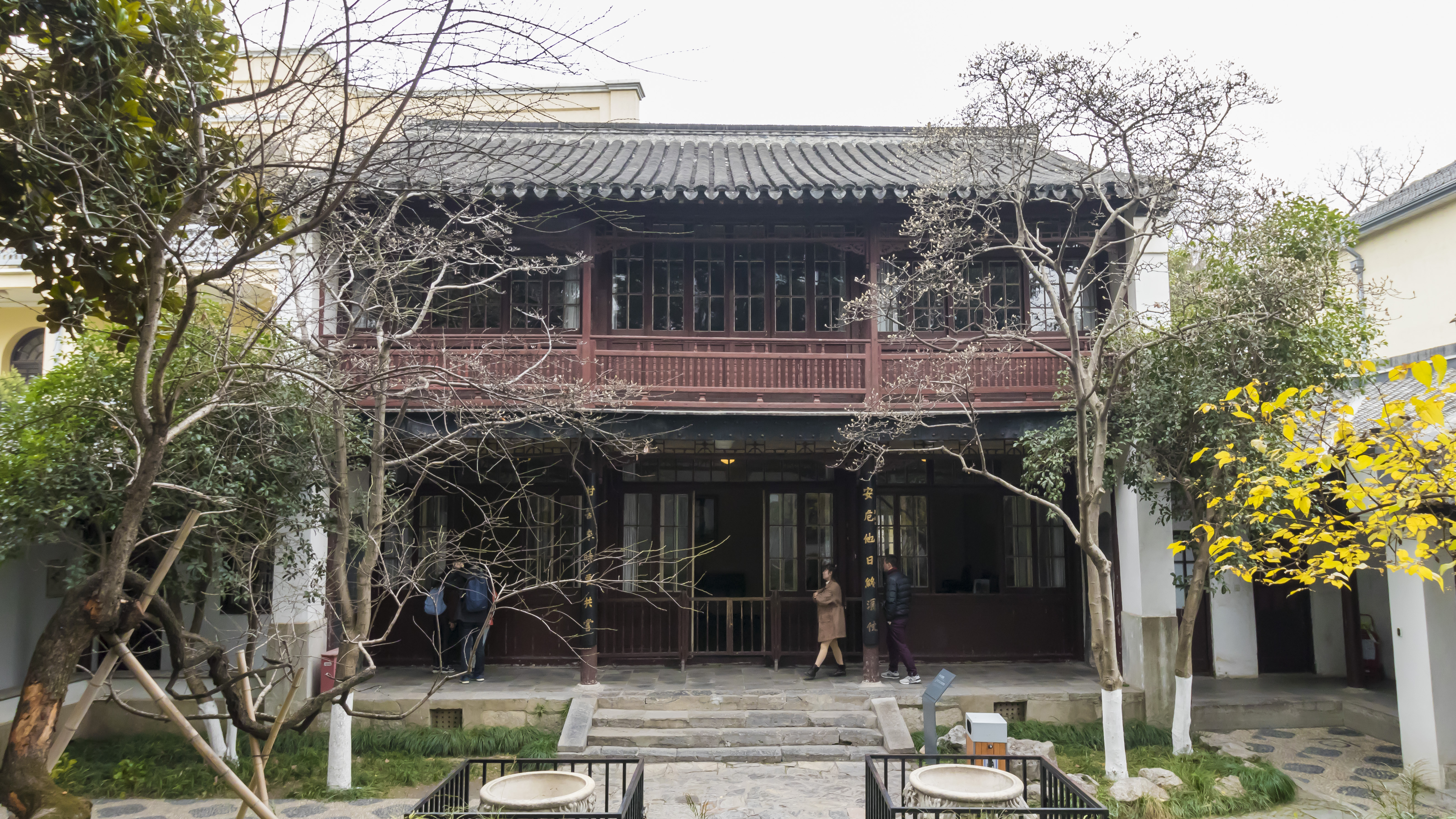
La Residencia Presidencial Provisional
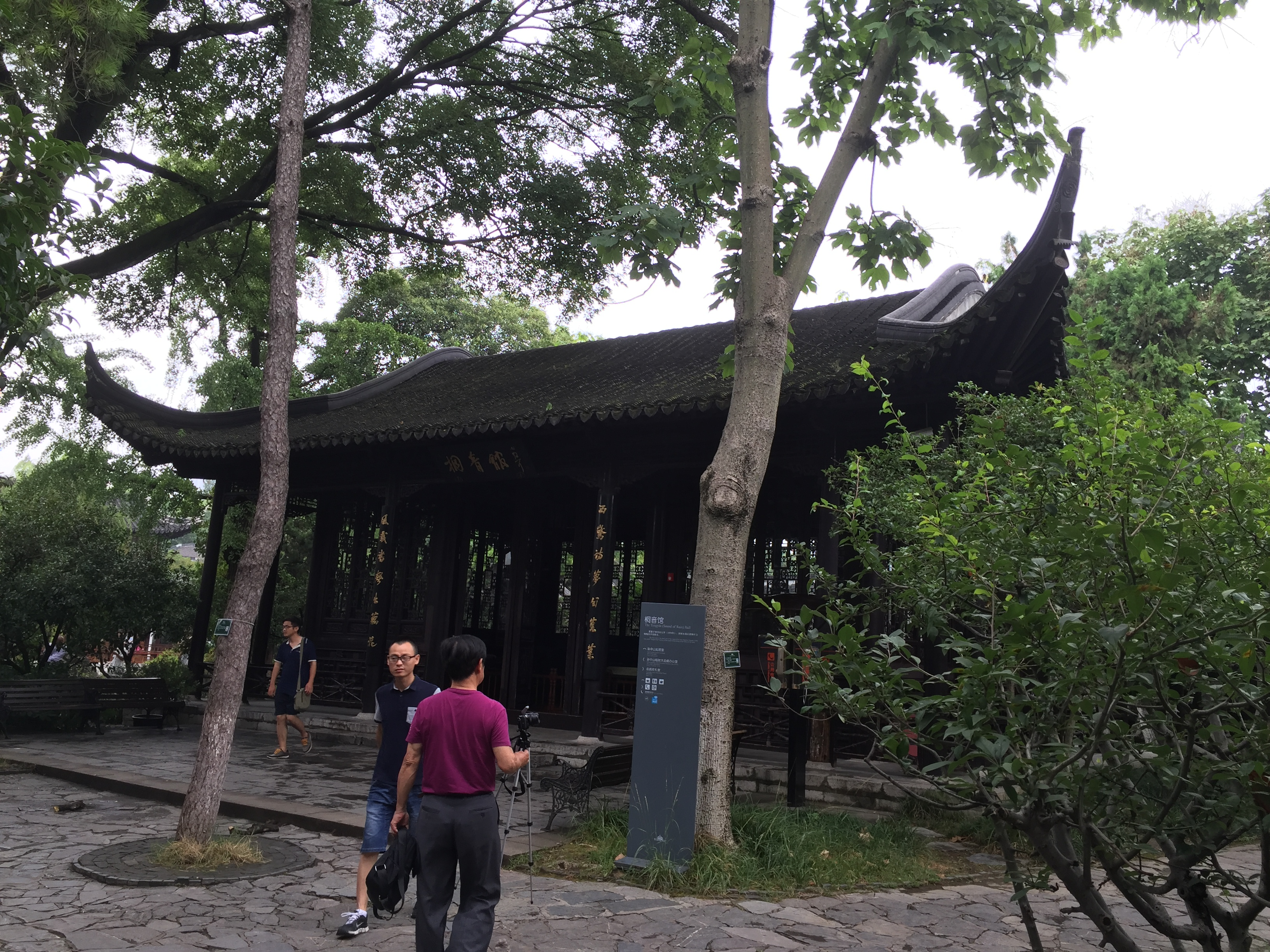
La Casa de la Melodía de Paulownia, una de las estructuras más grandes del Jardín Oeste
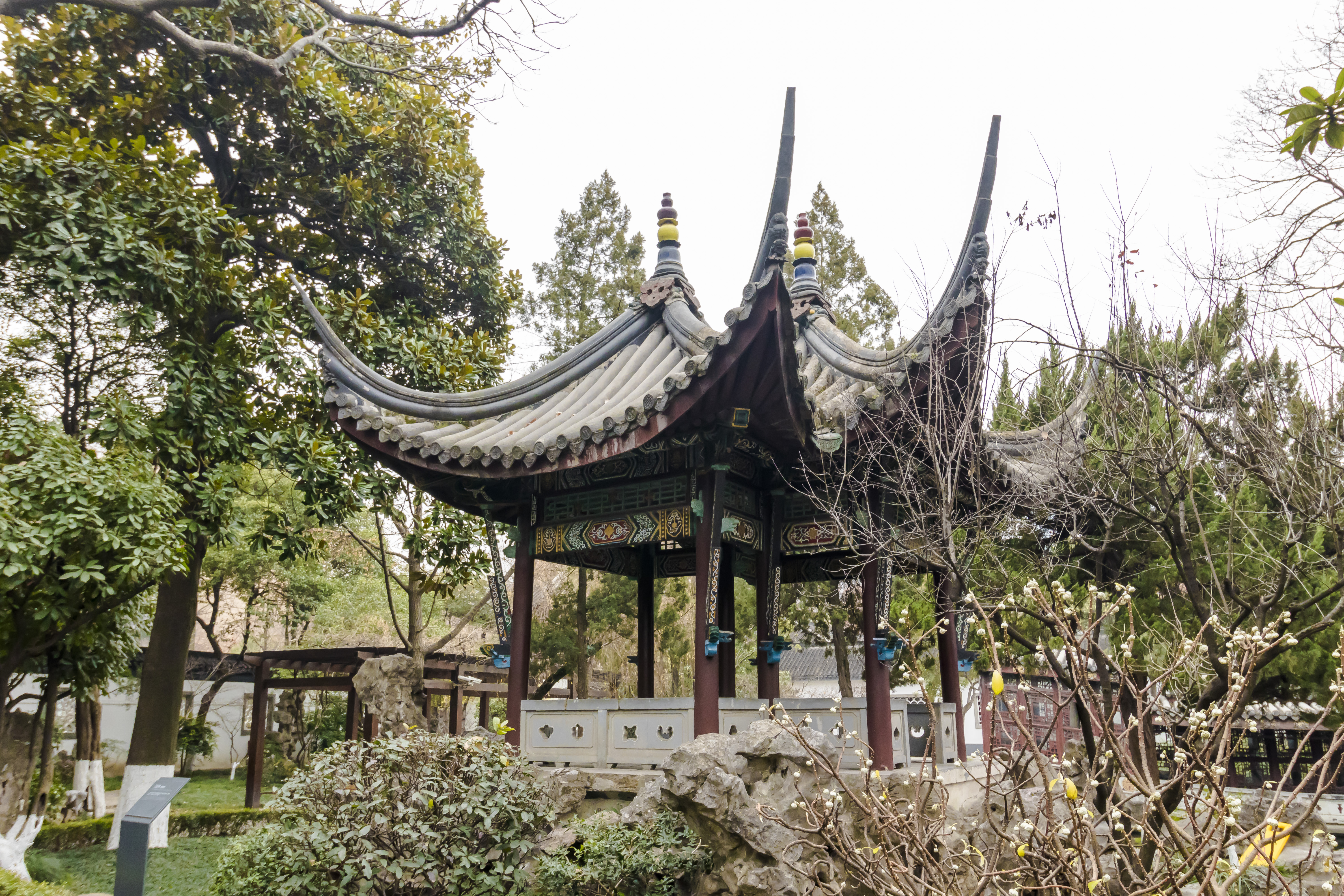
Pabellón del Pato Mandarín
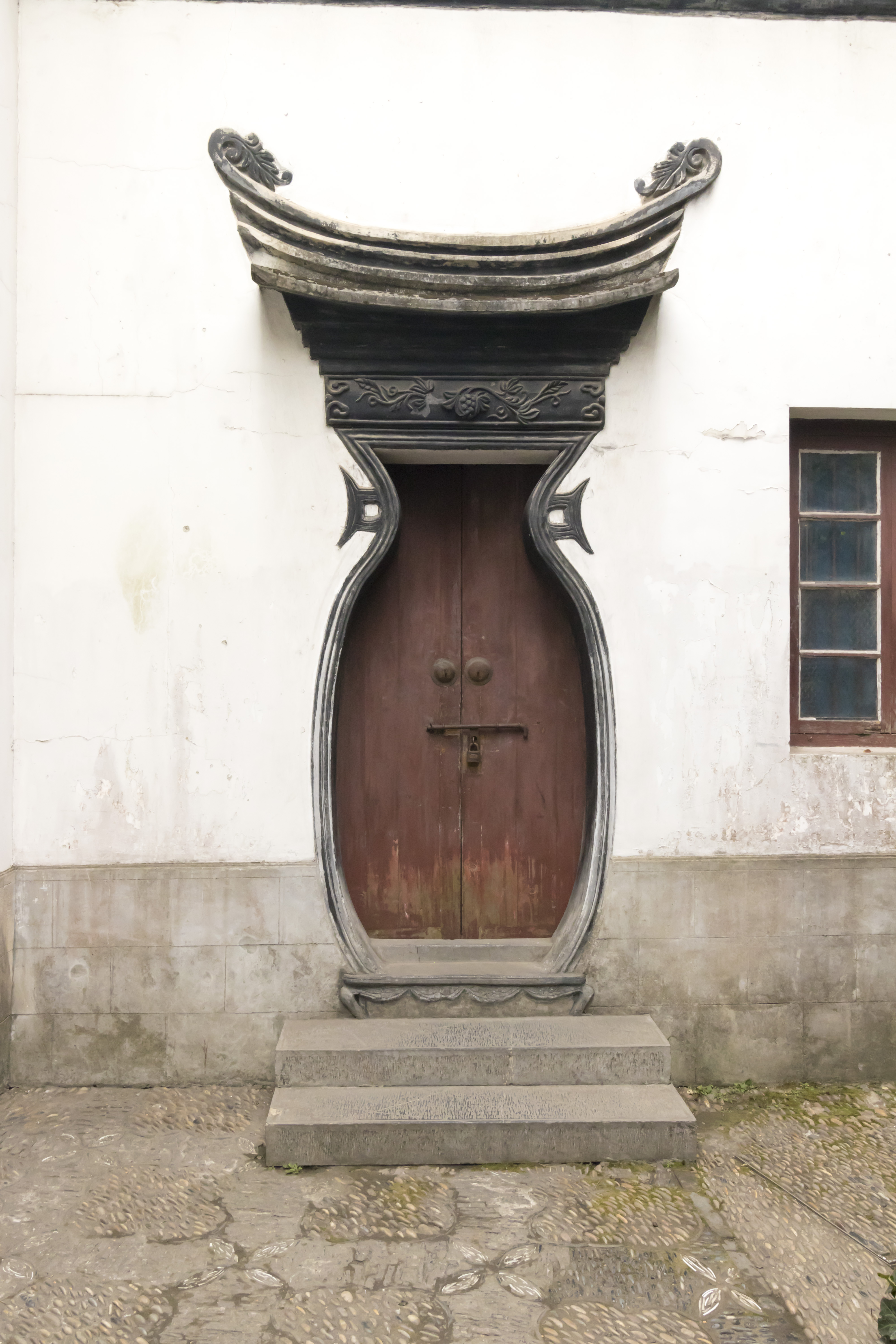
Una entrada del Jardín Xu
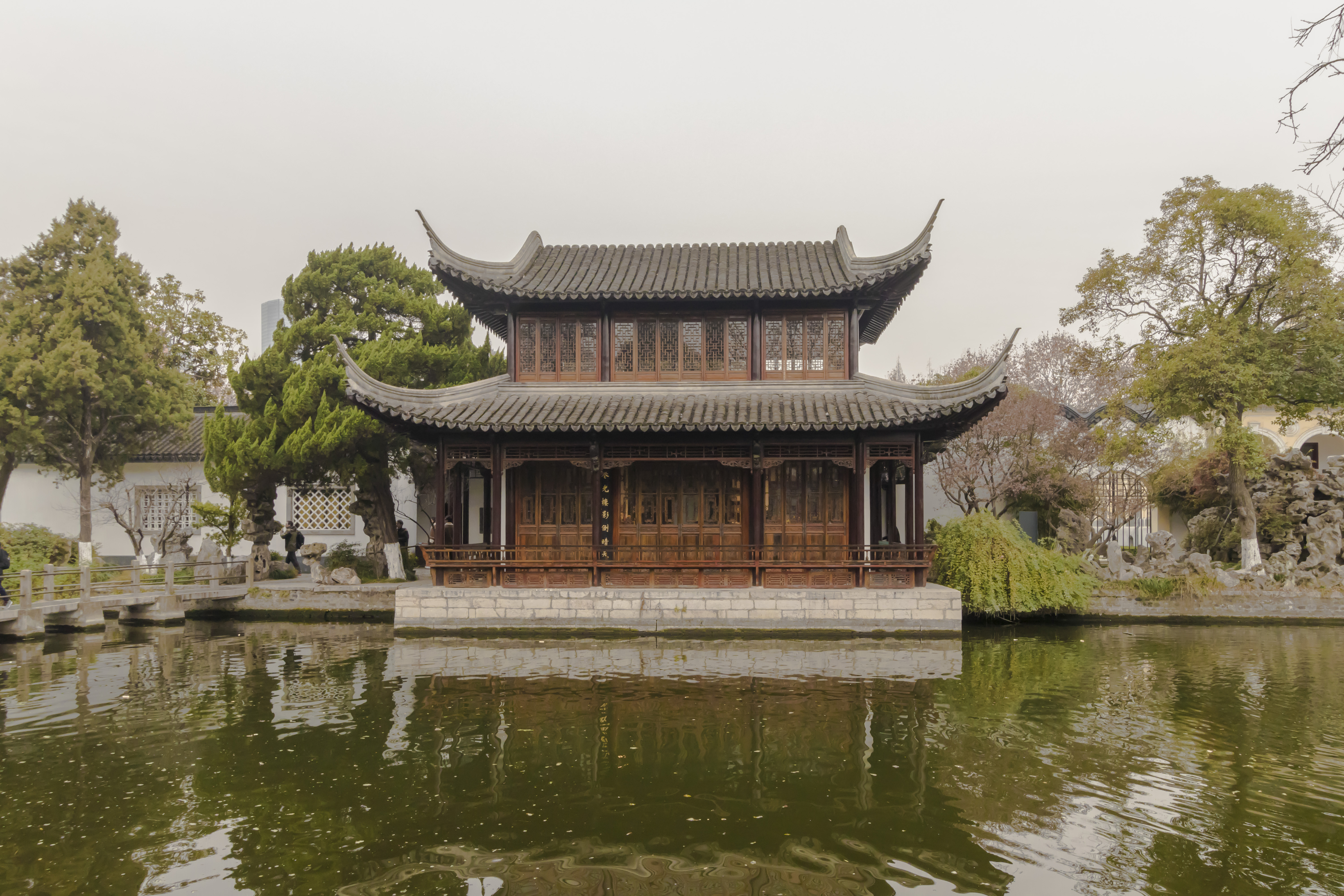
Torre del Hermoso Atardecer
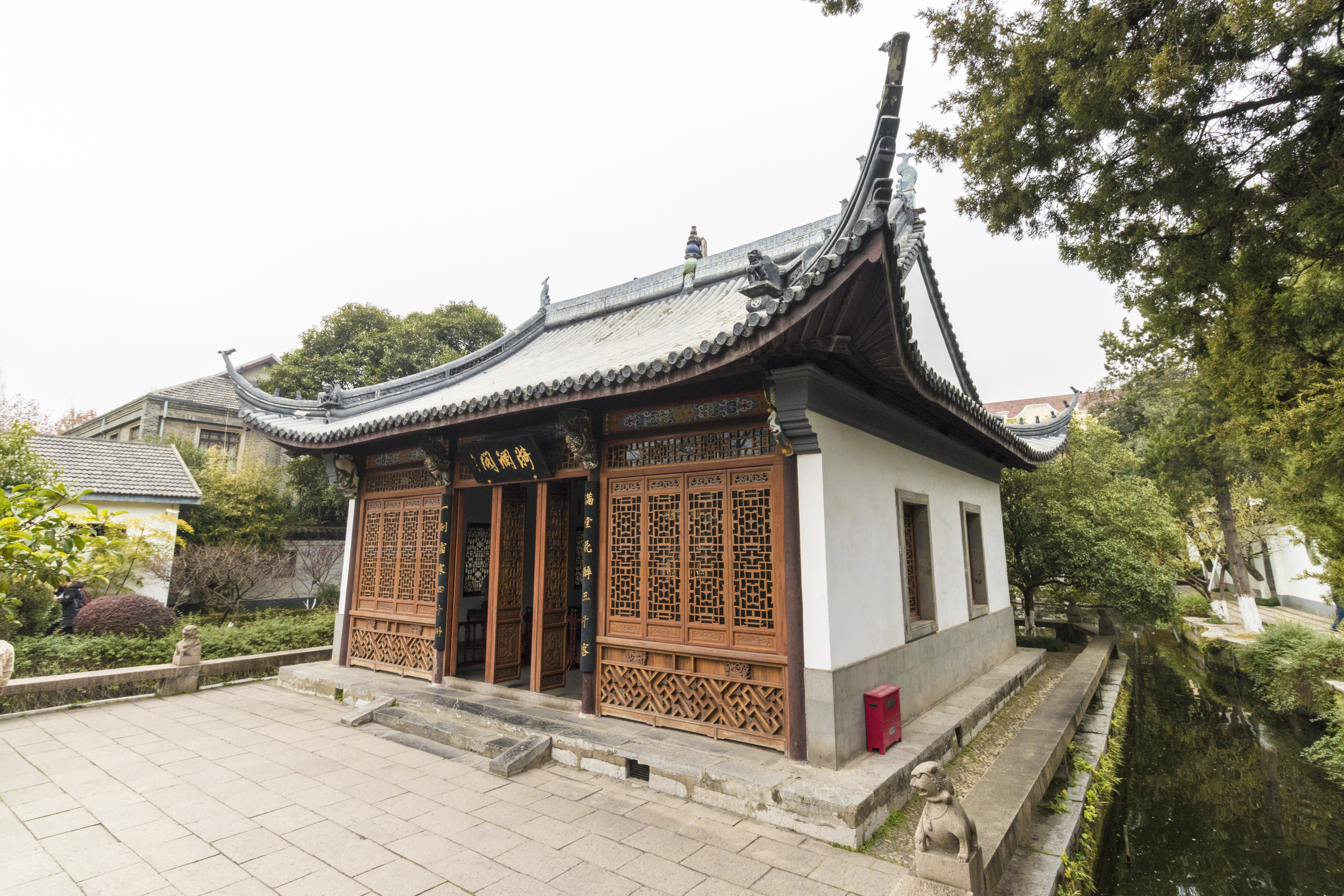
El pabellón de las ondulaciones
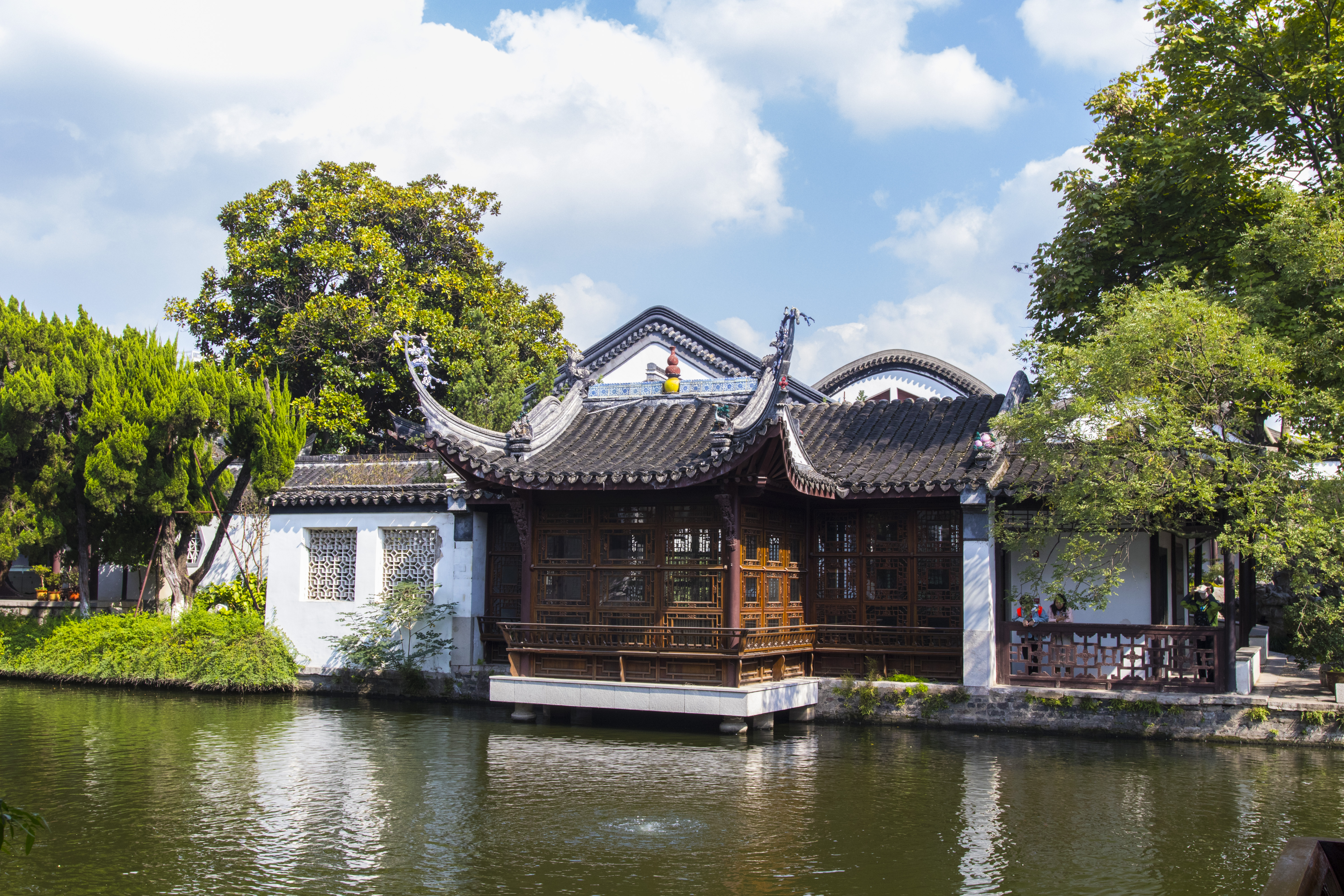
El ático de la alegría
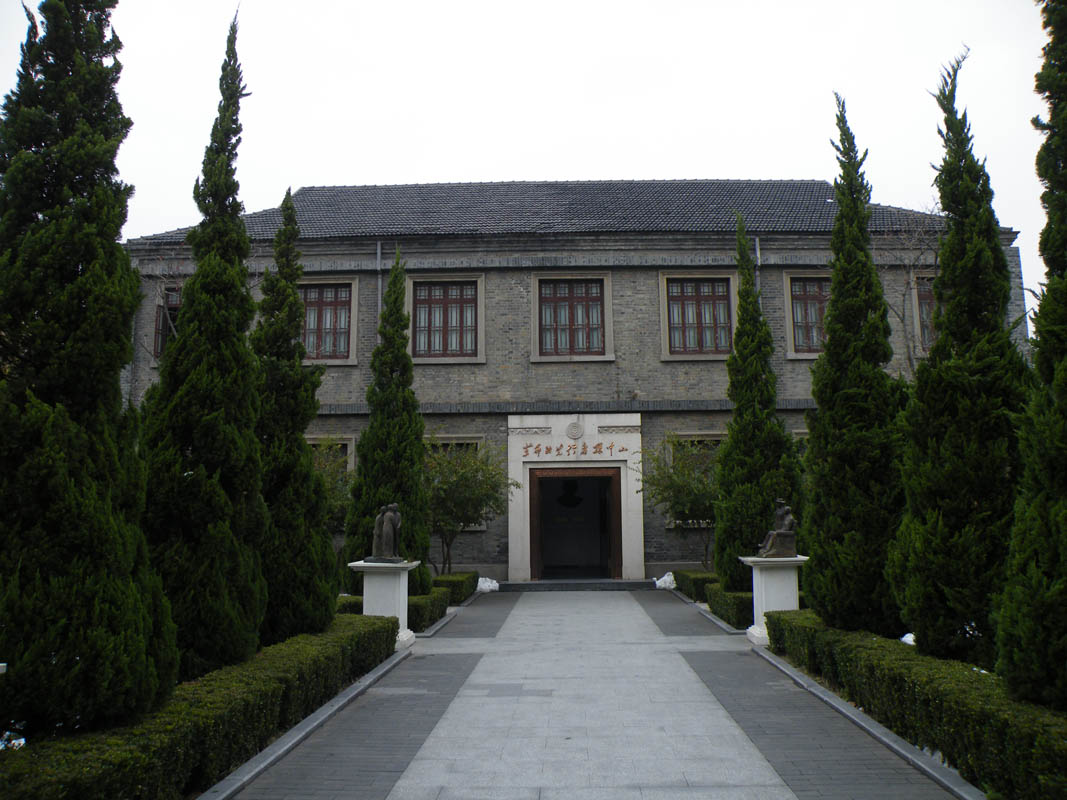
La Casa del Estado Mayor
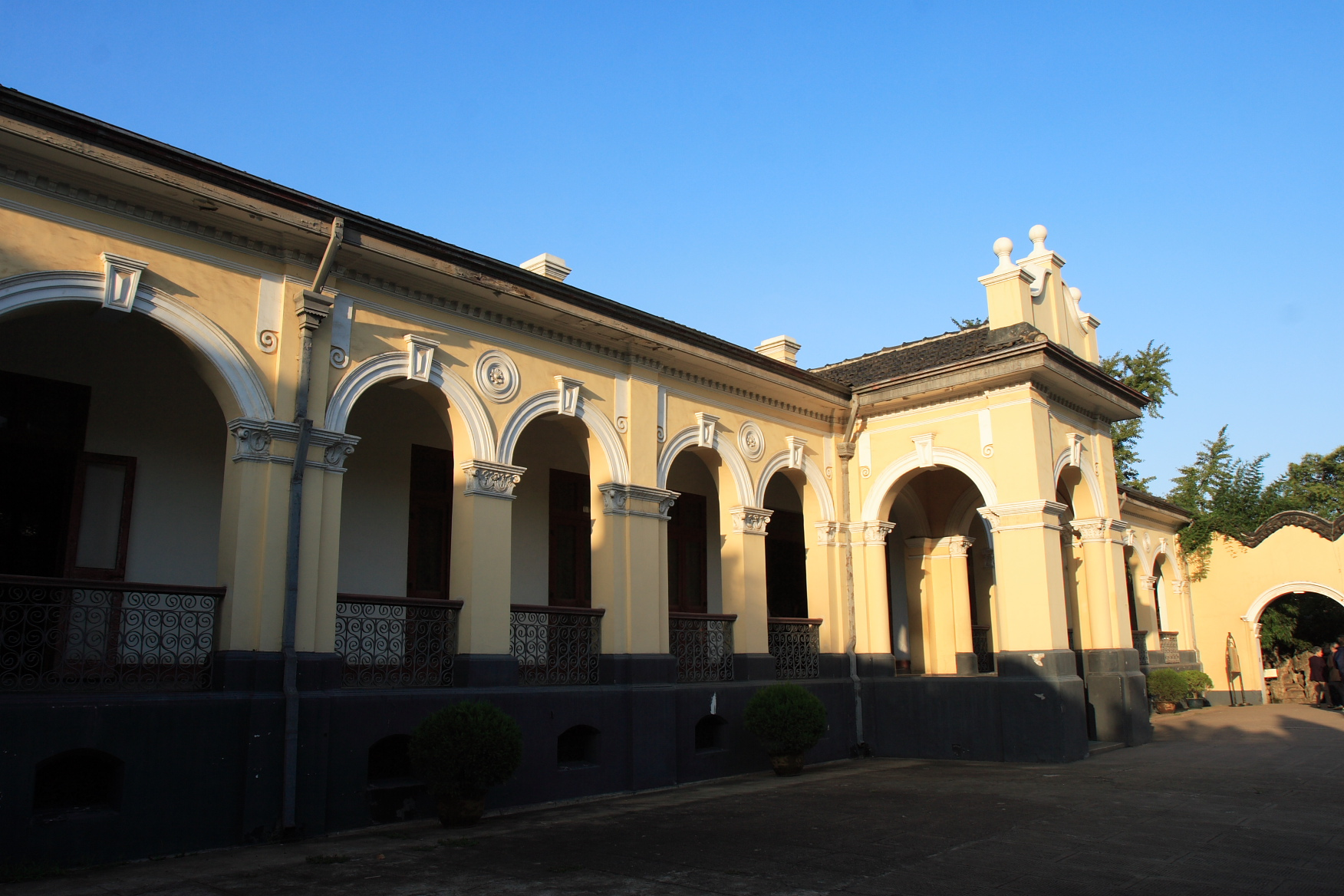
Fachada sur de la Casa de la Comisión, también conocida como el Salón del Jardín Oeste
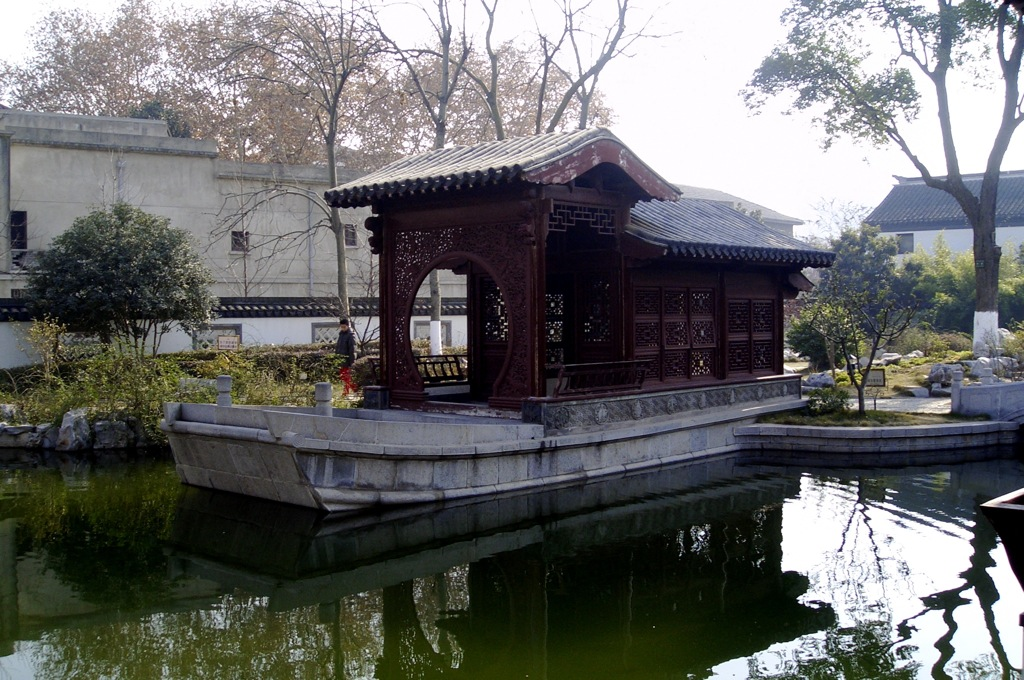
Un barco de mármol más pequeño en el Jardín Este
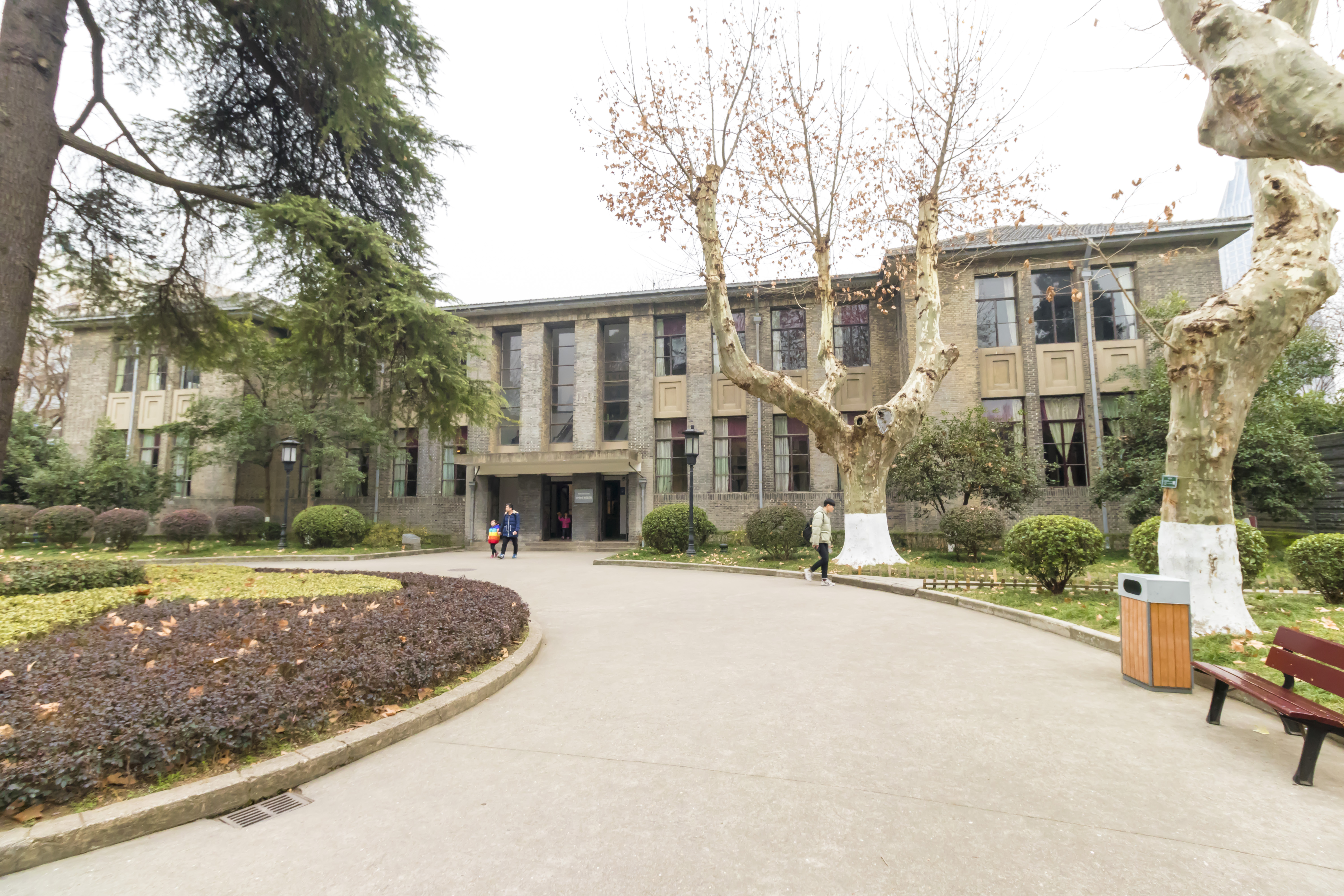
Casa Ejecutiva del Sur

## See also
- Zhongnanhai

- Palacio presidencial de Taipéi